# Dallas Museum of Art
Dallas Museum of Art (Muzeum Sztuki w Dallas, w skrócie DMA) – muzeum sztuk pięknych w Dallas, w dzielnicy zwanej Arts District, skupiającej instytucje artystyczne i kulturalne miasta, w tym trzy muzea: DMA, Nasher Sculpture Center oraz Crow Collection of Asian Art. Posiada w swych zbiorach ponad 24 tysiące eksponatów obejmujących 5 tysięcy lat działalności artystycznej człowieka. Mając powierzchnię około 47 900 m² jest jednym z największych muzeów sztuki w Stanach Zjednoczonych. Rocznie odwiedza je ponad 600 tysięcy gości.

## Historia

### I połowa XX wieku
Początki muzeum sięgają roku 1903, kiedy 50 obywateli miasta Dallas powołało do życia Dallas Art Association (DAA), jako część komitetu artystycznego biblioteki publicznej w Dallas (Art Committee of the Public Library). W zorganizowanej w bibliotece galerii urządzono pierwszą ekspozycję dzieł sztuki. Komitet artystyczny nabył pierwsze dzieła sztuki: Kuchnia mojego gondoliera Herberta Faulknera i Wrześniowy wschód księżyca Childe’a Hassama. Kilka swoich obrazów podarował Frank Reaugh. Dzięki darowiznom zaczęły powiększać się muzealne zbiory. Do lutego 1909 roku obrazy wisiały w bibliotece publicznej. W 1909 roku Dallas Art Association podarował swoją kolekcję miastu Dallas, które przeznaczyło dla niej nowy budynek na terenie Fair Park, noszący od tej chwili nazwę Free Public Art Gallery of Dallas. W 1915 DAA zorganizowało pierwszą dużą wystawą w hotelu Adolphus, a w roku następnym został opublikowany pierwszy katalog kolekcji stałej. W maju 1926 roku potężna burza zniszczyła dach galerii, ale eksponaty (z wyjątkiem jednego) nie ucierpiały. Galeria na czas remontu znalazła tymczasową siedzibę w Majestic Theatre. 13 stycznia 1933 roku dotychczasowa nazwa galerii została zmieniona na Dallas Museum of Fine Arts. Została ona przeniesiona na 9. piętro budynku firmy Dallas Power and Light Company. 31 maja 1936 roku oddano do użytku nowy budynek muzeum w Fair Park. W 1939 roku odbyła się pierwsza wystawa dzieł artystów afroamerykańskich. W 1941 roku otwarto przy muzeum szkołę artystyczną, Museum School of Art, a w 1944 – bibliotekę muzealną.

### Okres powojenny
W 1960 roku Eugene i Margaret McDermott założyli fundację The McDermott Fund w celu sfinansowania zakupu dzieł sztuki dla muzeum. W 1963 roku doszło do połączenia Dallas Museum of Fine Arts z Dallas Museum for Contemporary Art pod nazwą pierwszego z nich. W roku następnym zbiory muzeum wzbogaciły się o znaczące nabytki dzieł sztuki prekolumbijskiej, starożytnej, azjatyckiej oraz współczesnej. W 1965 roku do dotychczasowej siedziby dobudowano nowe skrzydło, podwajając powierzchnię dotychczasowej placówki. W latach 70. muzeum wzbogaciło się o kolejne darowizny. W 1979 roku podjęto decyzję o budowie nowej siedziby muzeum w centrum miasta. W latach 1982–1983 małżonkowie Algur H. i Elizabeth Meadows podarowali muzeum 38 obrazów i rzeźb impresjonistycznych, postimpresjonistycznych oraz amerykańskiej sztuki współczesnej. 1 października 1983 roku otwarto dla publiczności ogród rzeźby (Sculpture Garden). 29 stycznia 1984 oddano do użytku nowy budynek muzeum, zmieniając przy okazji jego nazwę na Dallas Museum of Art. Projektantem nowej siedziby był Edward Larrabee Barnes. W 1993 roku rozbudowano muzeum. Ma ono powierzchnię około 47 900 m², dzięki czemu zalicza się do największych muzeów sztuki w Stanach Zjednoczonych.

### XXI wiek
W 2000 roku rozpoczęto budowę Nasher Sculpture Center. Zorganizowana w latach 2008–2009 wystawa Tutankhamun and the Golden Age of the Pharaohs poświęcona Tutanchamonowi i złotemu wiekowi faraonów okazała się najpopularniejsza w historii muzeum, przyciągając 664 tysiące posiadaczy biletów. W 2014 roku muzeum otrzymało na zasadzie długoterminowego wypożyczenia The Keir Collection, obejmującą około 2 tysiące eksponatów sztuki islamu. Nabytek ten sprawił, iż muzeum ma obecnie trzecie pod względem wielkości repozytorium tej sztuki w Stanach Zjednoczonych.
W lipcu 2016 roku na stanowisko nowego dyrektora muzeum powołano Meksykanina, Augustína Arteagę, dotychczasowego dyrektora Museo Nacional de Arte w Meksyku (2013–2016), a przedtem dyrektora Museo de Arte de Ponce w Ponce (Portoryko). Arteaga zgodził się objąć zaproponowane mu stanowisko, ponieważ postrzega muzeum z jego wszechstronną kolekcją jako ważną placówkę kulturalną w podzielonym politycznie świecie. Wybór Arteagi, odbywający się w tle kampanii prezydenckiej i wezwań Donalda Trumpa do budowy muru granicznego między Stanami Zjednoczonymi a Meksykiem, stanowił mocny sygnał, iż Muzeum w Dallas chce być postrzegane jako instytucja międzynarodowa, stawiająca w centrum zainteresowania Amerykę Łacińską i Karaiby. W październiku tego samego roku na stanowisko kuratora działu sztuki współczesnej powołano Annę Katherine Brodbeck, znawczynię i entuzjastkę sztuki latynoamerykańskiej i islamskiej, zajmującą się przedtem promocją sztuki krajów Ameryki Łacińskiej w Stanach Zjednoczonych. Również jej wybór był potwierdzeniem nastawienia muzeum na prezentację dorobku artystycznego krajów tego regionu.

## Zbiory
Na kolekcję dzieł sztuki Dallas Museum of Art składa się ponad 25 tysięcy eksponatów (stan na 2012 rok) reprezentujących wszystkie kultury i epoki historyczne i obejmujących okres 5 tysięcy lat działalności artystycznej człowieka. Jest to kolekcja nieustannie powiększająca się dzięki zakupom i darowiznom.
Zbiory obejmują takie działy jak: sztuka europejska i amerykańska, starożytna sztuka amerykańska i sztuka rdzennych Amerykanów, sztuka afrykańska, sztuka azjatycka, sztuka Pacyfiku, sztuka starożytna basenu Morza Śródziemnego, sztuka modernizmu, rzemiosło artystyczne i wzornictwo przemysłowe oraz sztuka współczesna.

### Sztuka europejska i amerykańska
Dział sztuki europejskiej i amerykańskiej (European and American Art) obejmuje obrazy, rzeźbę, rysunki i grafikę artystów europejskich i amerykańskich, pochodzące głównie  z XVIII–XIX wieku. Choć pierwszymi obrazami w kolekcji (i w ogóle pierwszymi dziełami sztuki w kolekcji muzealnej) były obrazy: Kuchnia mojego gondoliera Herberta Faulknera i Wrześniowy wschód księżyca Childe’a Hassama, to pierwszym znaczącym nabytkiem stał się zakupiony w 1938 roku obraz Claude’a Moneta Sekwana w Lavancourt. W 1951 roku Joel i Kathryn Howardowie przekazali na rzecz muzeum dar, na który składało się 36 obrazów artystów amerykańskich, pochodzących z okresu od lat 60. XIX do lat 20. XX wieku. W 1963 roku w celu finansowania zakupów dzieł sztuki założono Foundation of the Arts. Istotne poszerzenie kolekcji nastąpiło w latach 60. i 70., kiedy rodziny McDermott i Meadows przekazały muzeum w darze obrazy impresjonistów i postimpresjonistów. Po 1975 roku zakupiono do kolekcji znaczące obrazy artystów francuskich: Gustave’a Courbeta, Jacques’a-Louisa Davida i Josepha Verneta. W 1979 roku Norma i Lamar Huntowie wzbogacili muzeum obrazem Frederica Edwina Churcha, Góry lodowe, będącym największą atrakcją kolekcji amerykańskiego malarstwa pejzażowego w Dallas Museum of Art. W latach 80. w zbiorach muzealnych pojawiły się kolejne ważne obrazy impresjonistów i postimpresjonistów, między innymi Pierre’a-Auguste’a Renoira, Paula Cézanne’a i Vincenta van Gogha. Zbiory grafiki powiększyły się dzięki darowiźnie Juanity i Alfreda Brombergów. 

#### Malarstwo europejskie

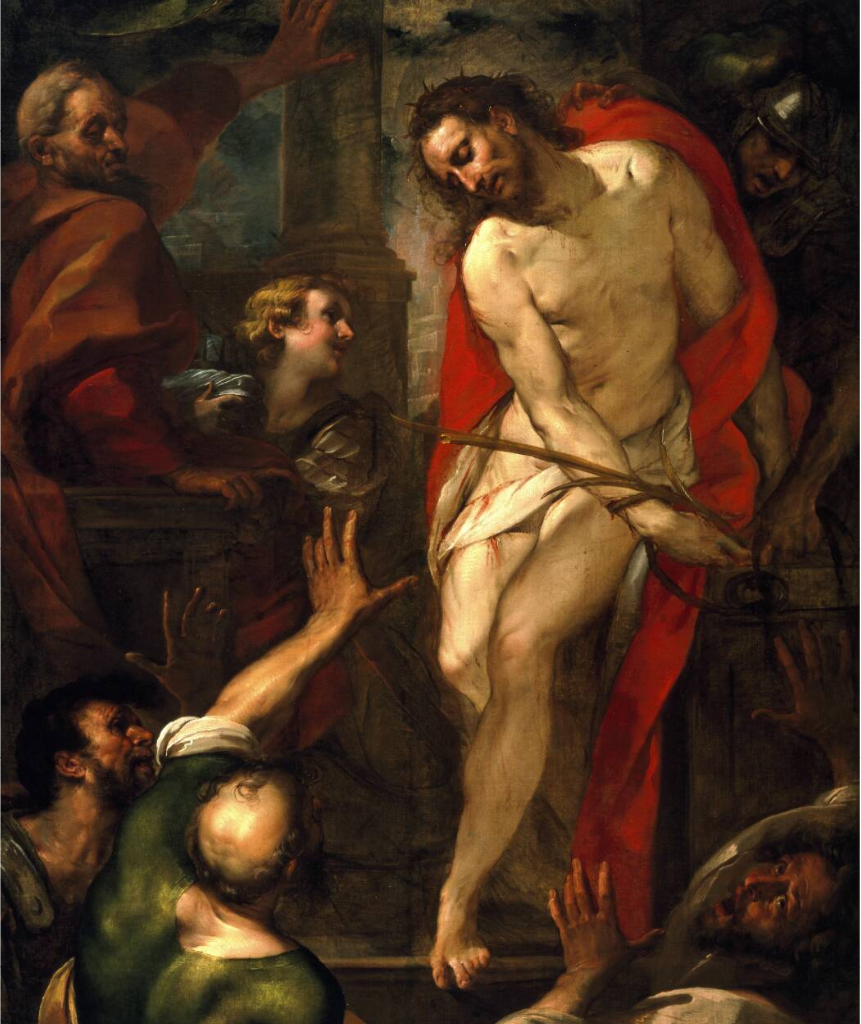
Giulio Cesare Procaccini, Ecce Homo, 1615–1620
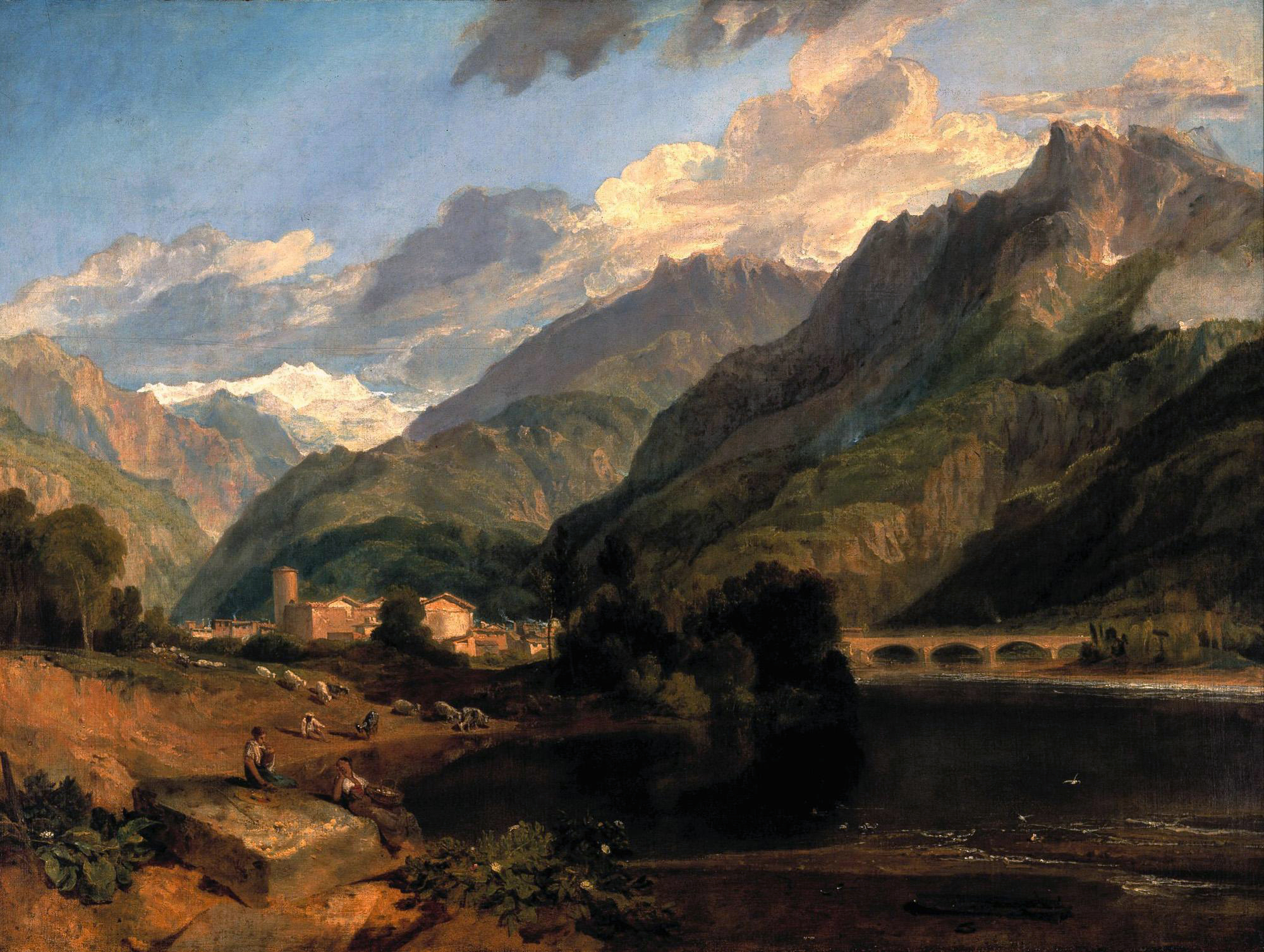
William Turner, Bonneville, Savoie, 1803
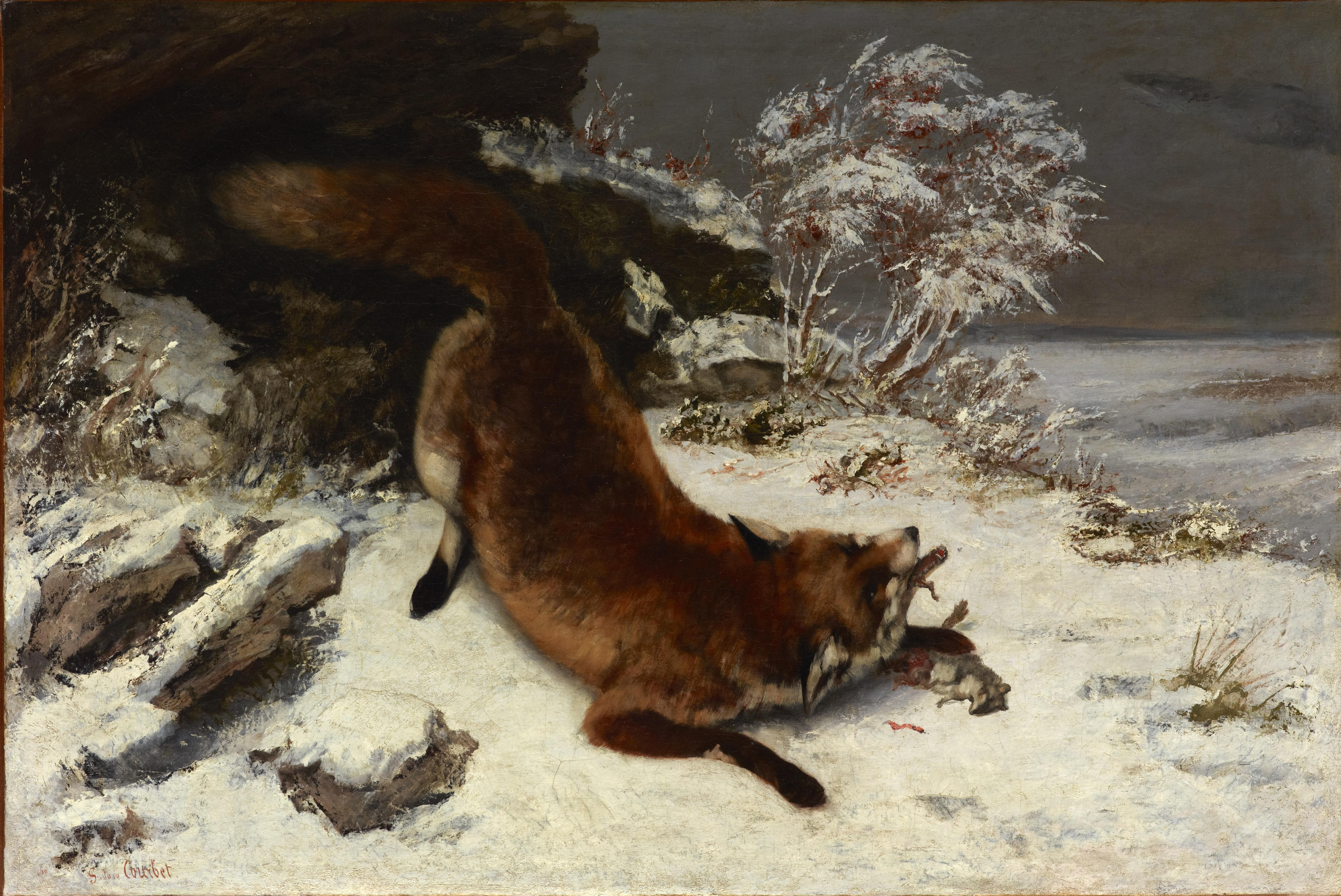
Gustave Courbet, Lis na śniegu, 1860
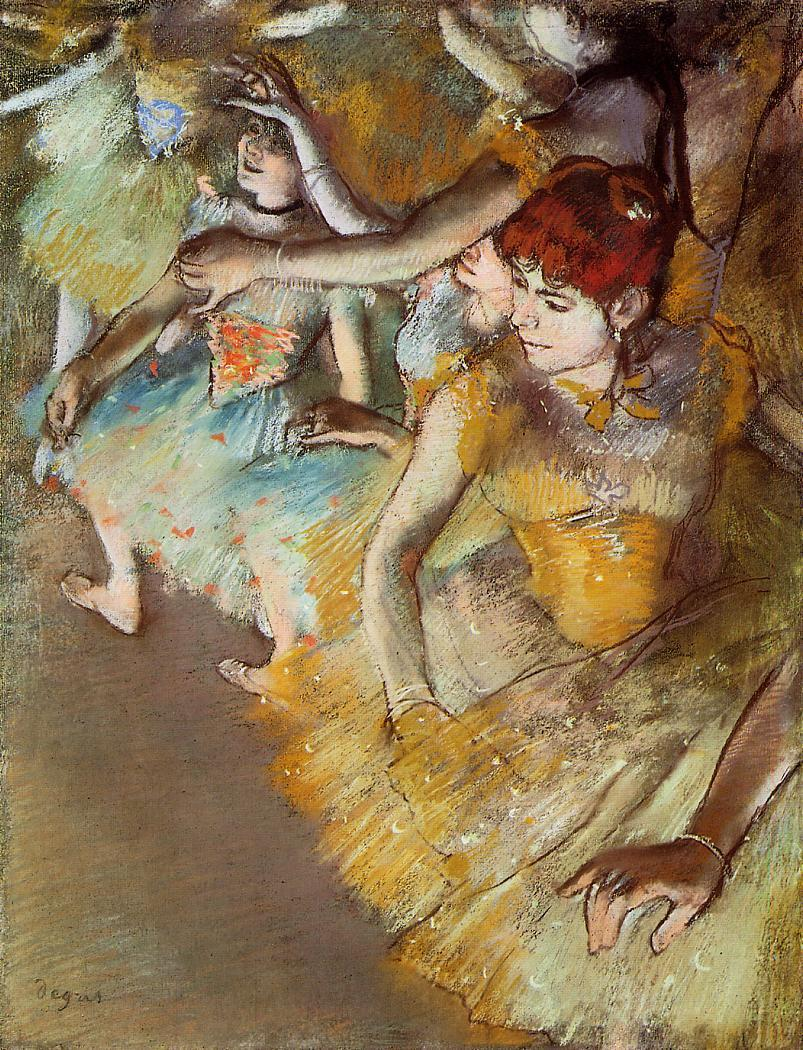
Edgar Degas, Tancerki baletowe na scenie, 1883
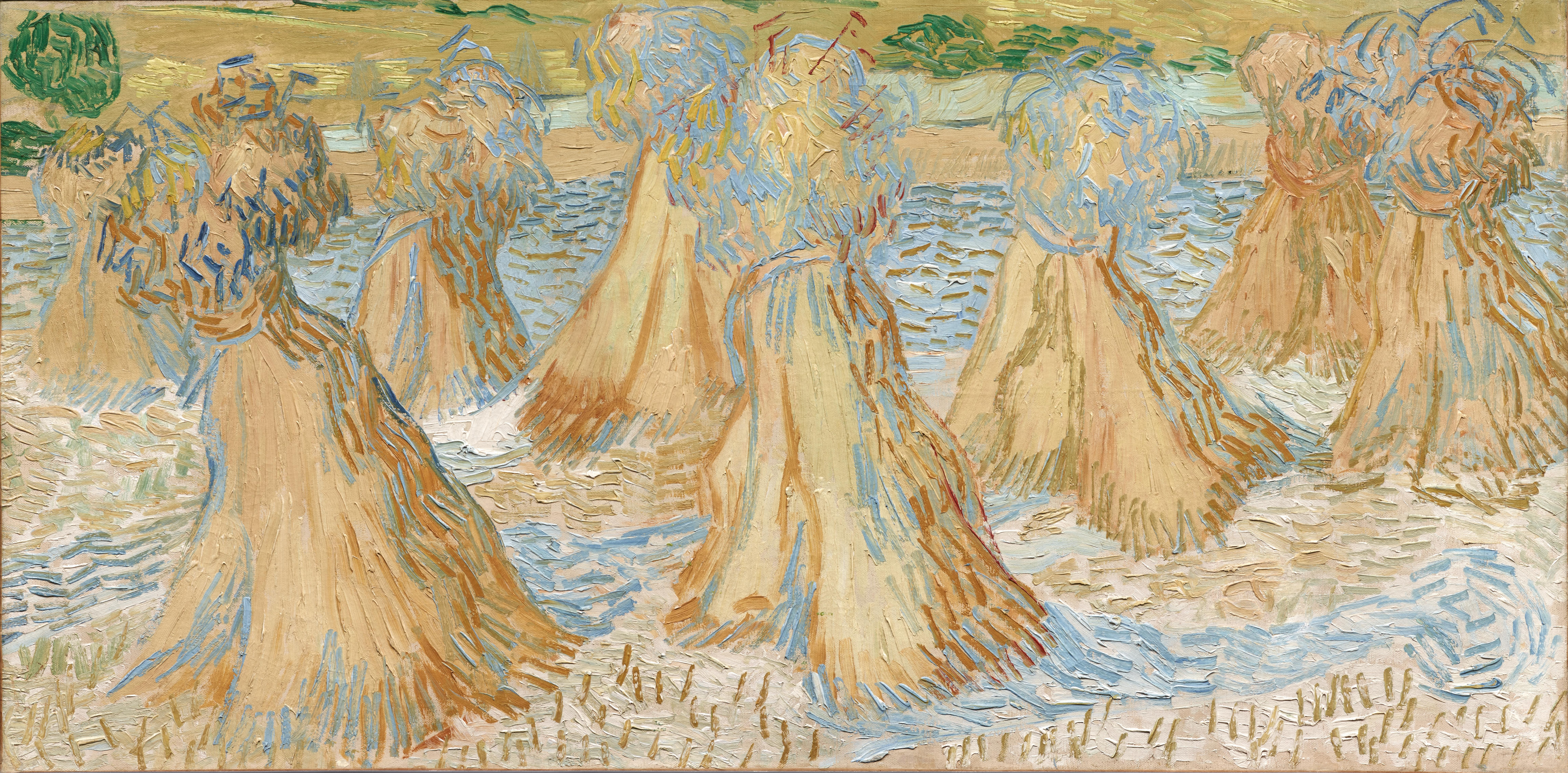
Vincent van Gogh, Snopy pszenicy, 1890
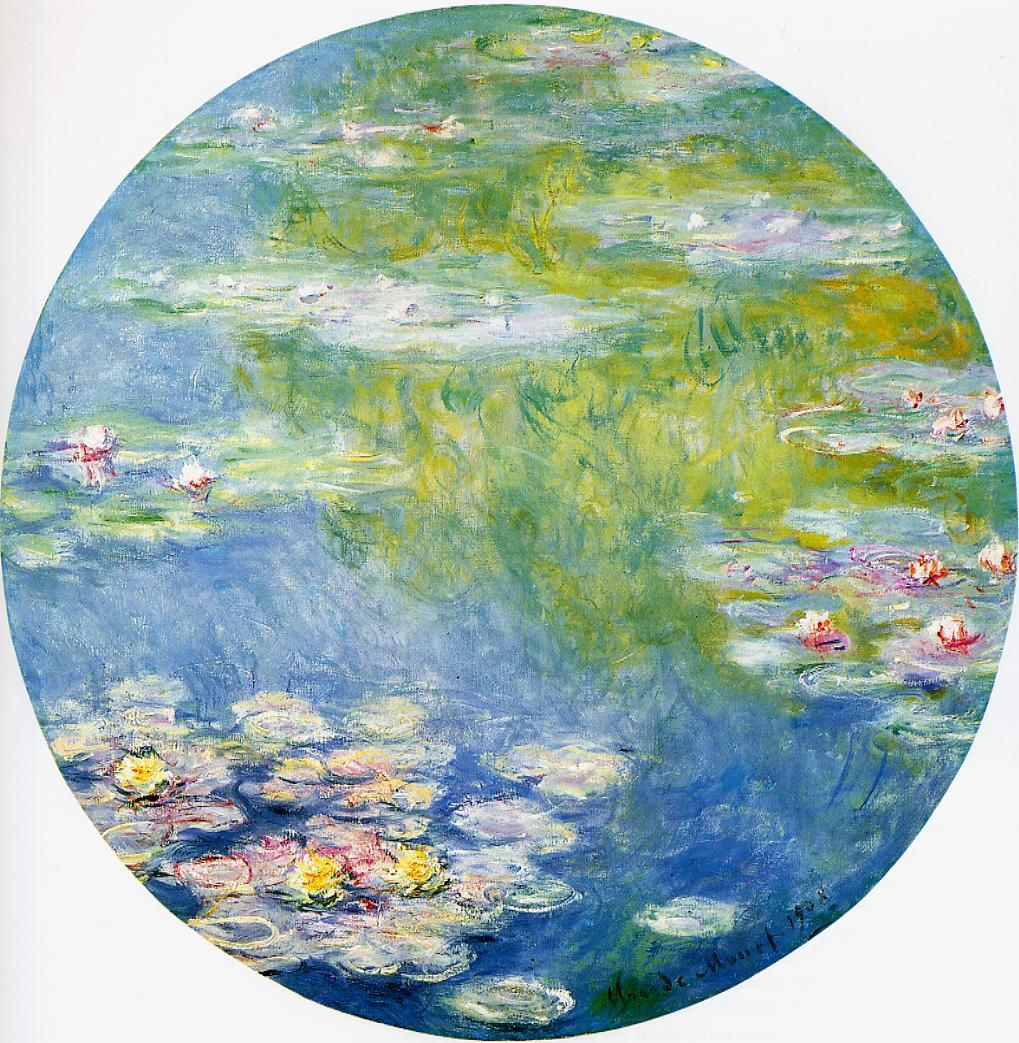
Claude Monet, Lilie wodne, 1908
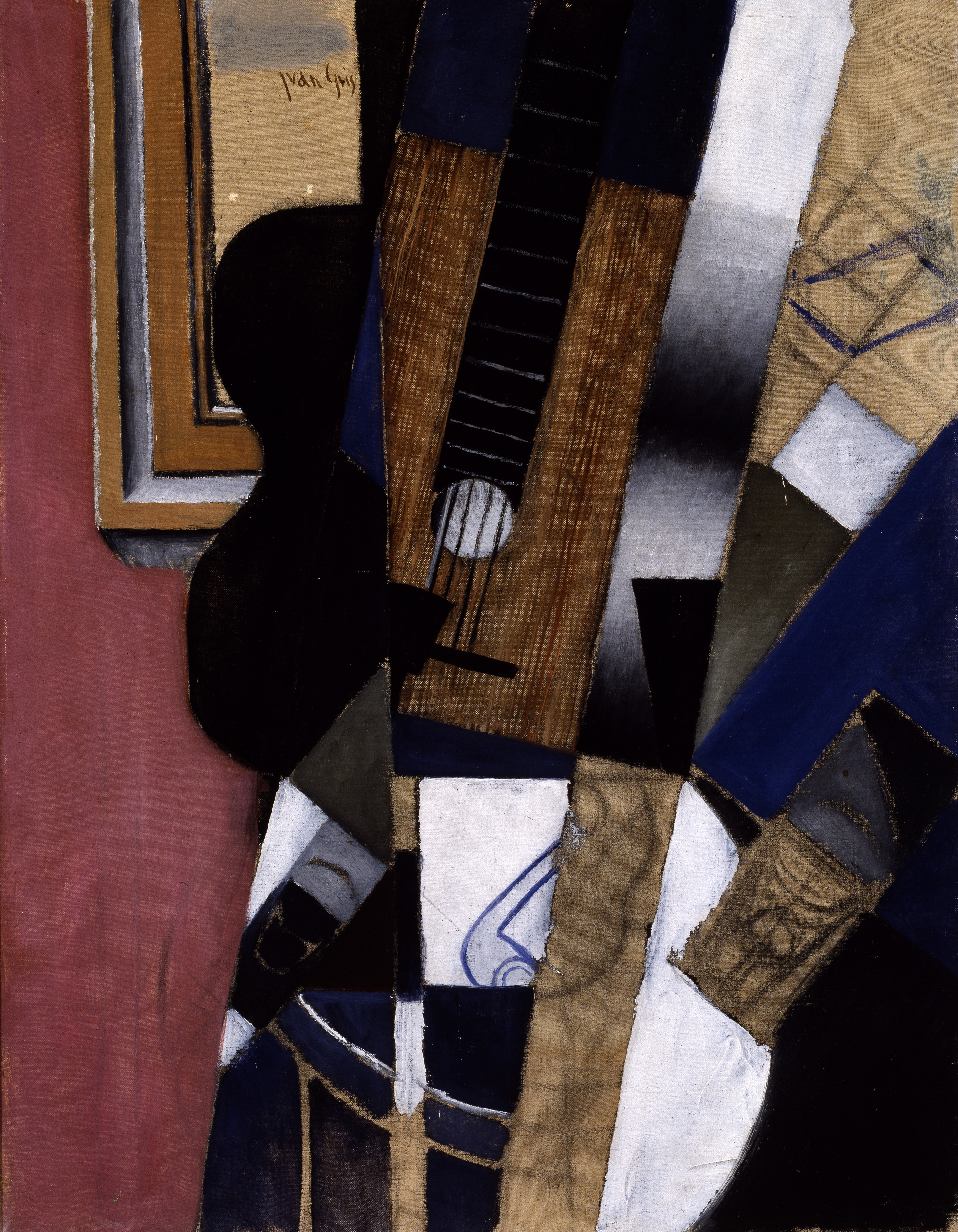
Juan Gris, Gitara i fajka, 1913

#### Malarstwo amerykańskie

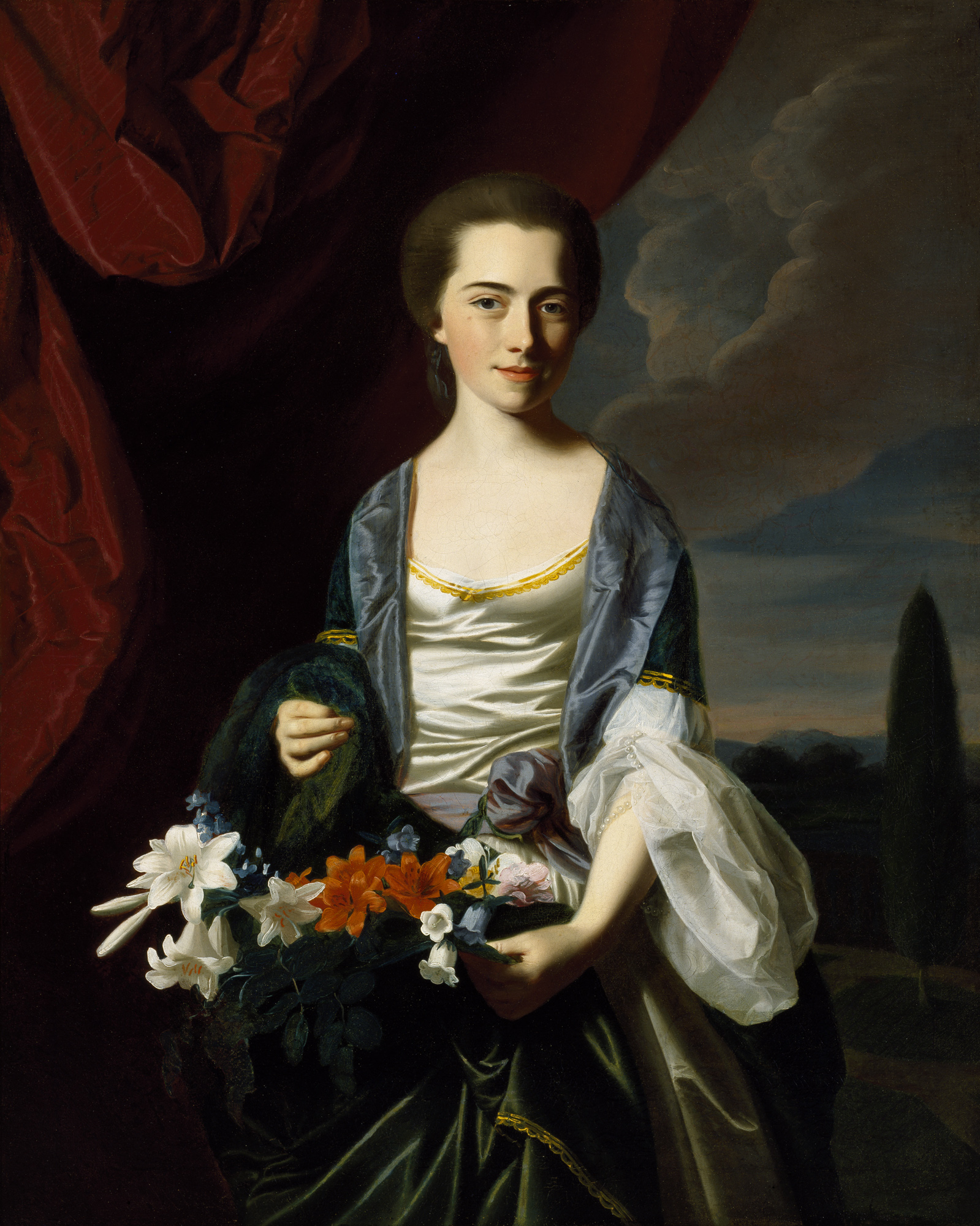
John Singleton Copley, Portret  Sarah Sherburne Langdon, 1767
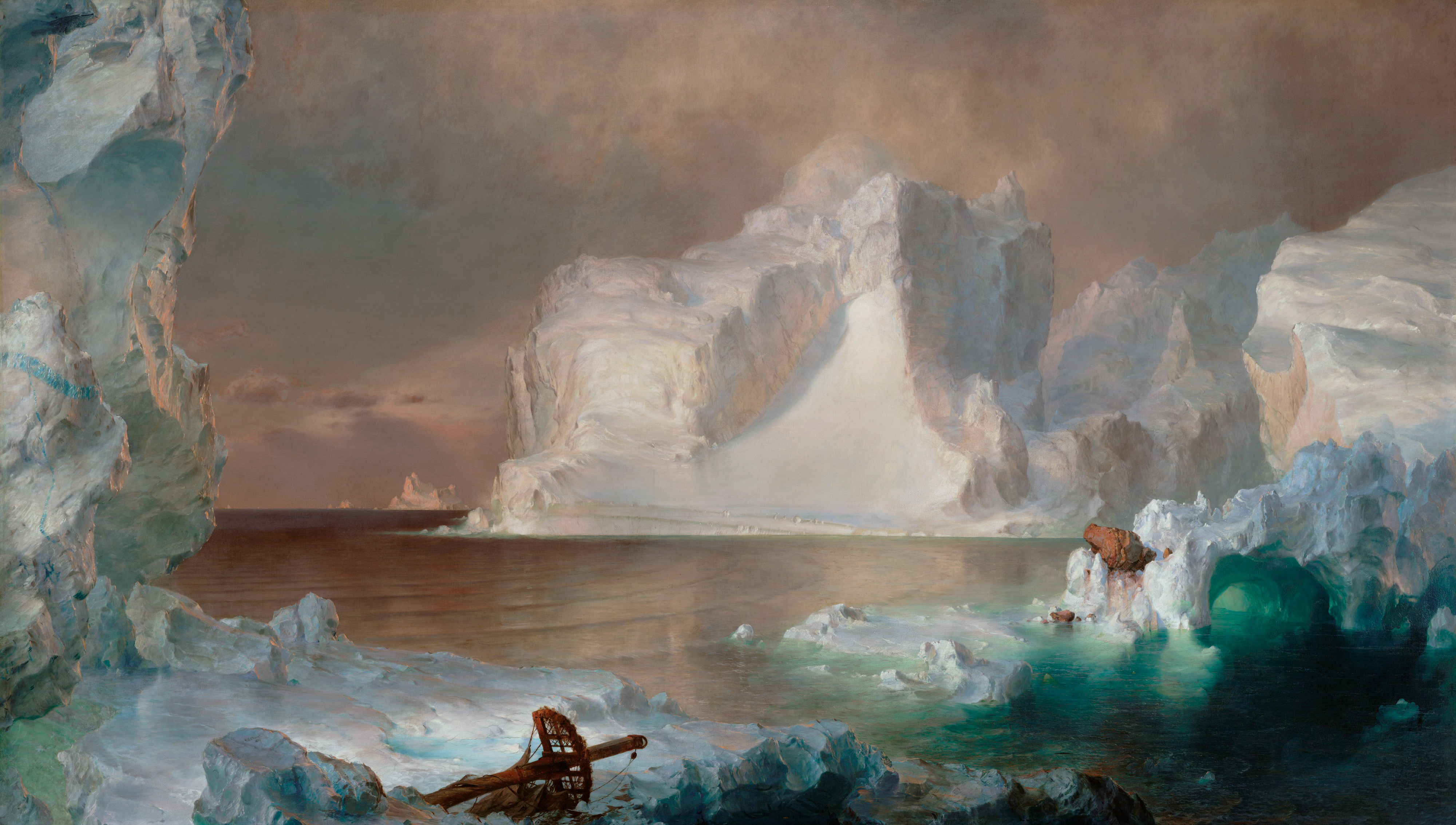
Frederic Edwin Church, Góry lodowe, 1861
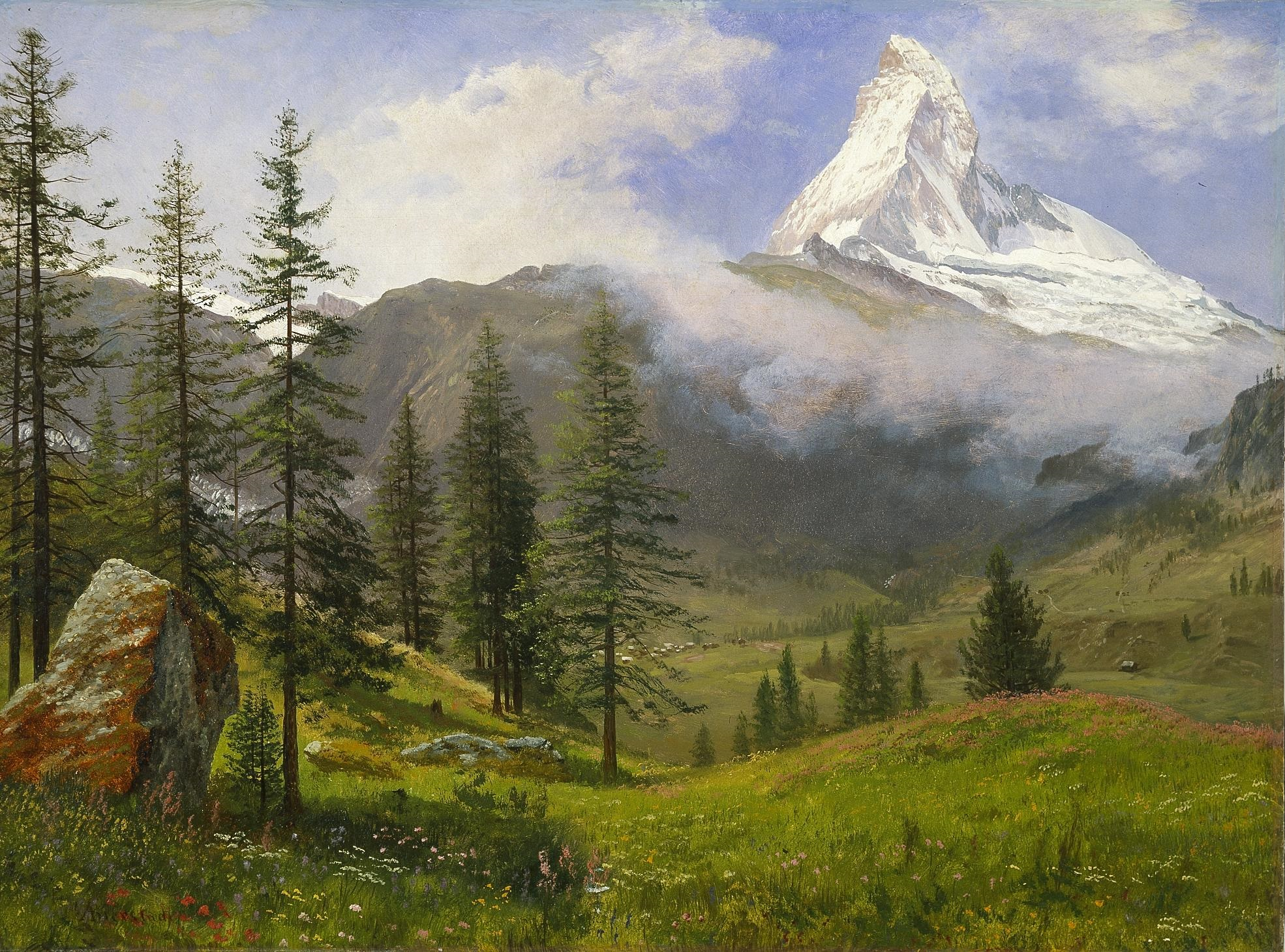
Albert Bierstadt, Matterhorn, 1867
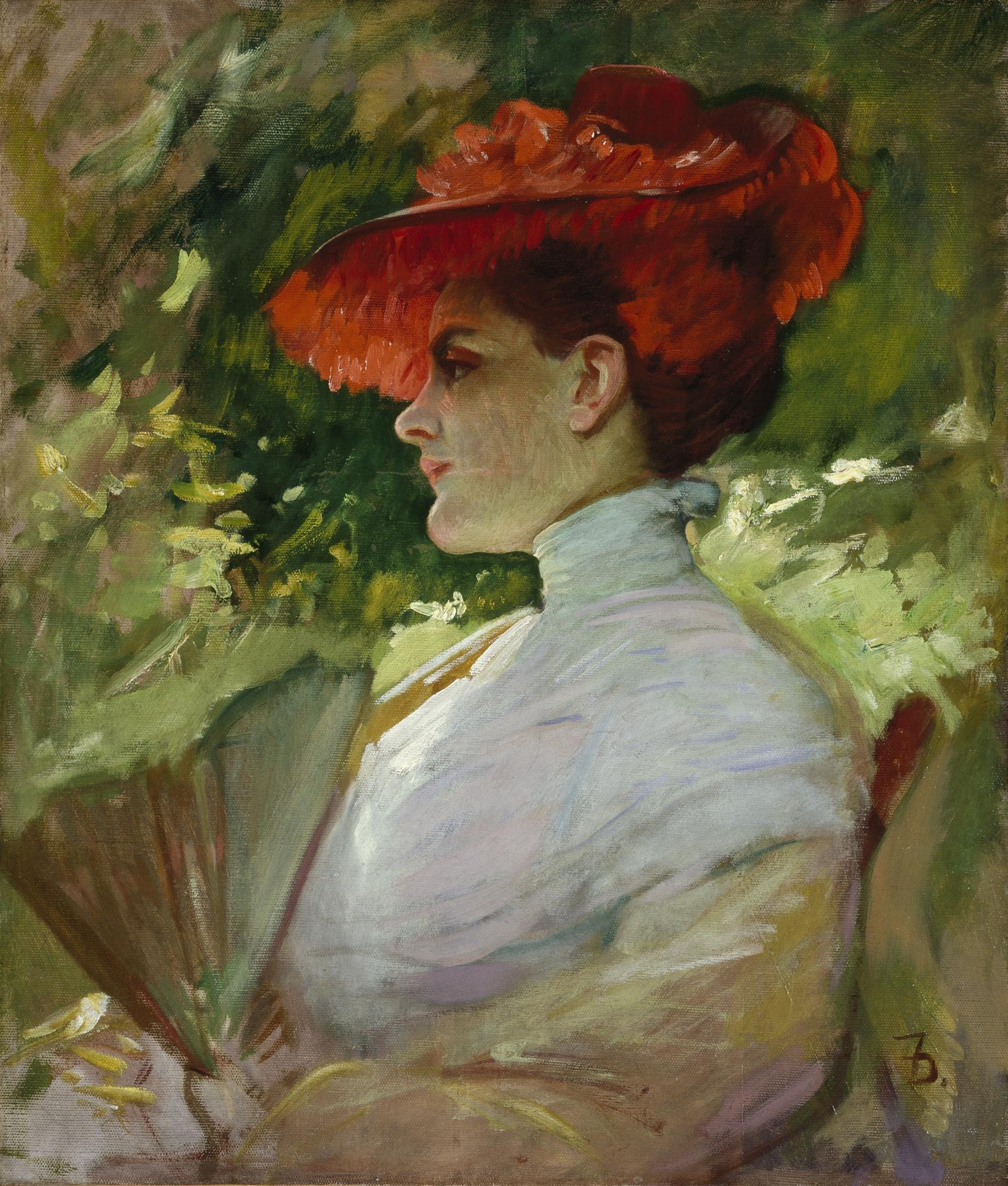
Frank Duveneck Dama w czerwonym kapeluszu (Portret Maggie Wilson), ok. 1904
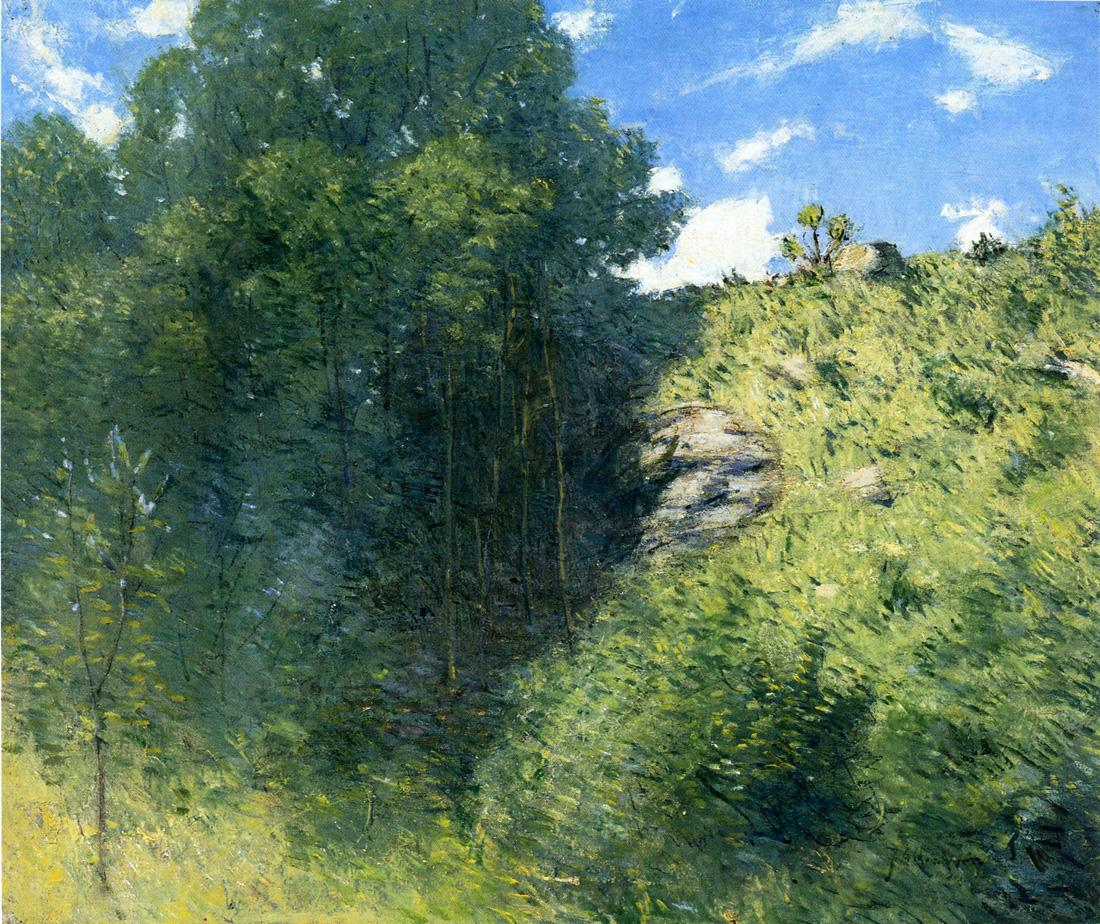
Julian Alden Weir, Wąwóz koło Branchville, 1905–1915
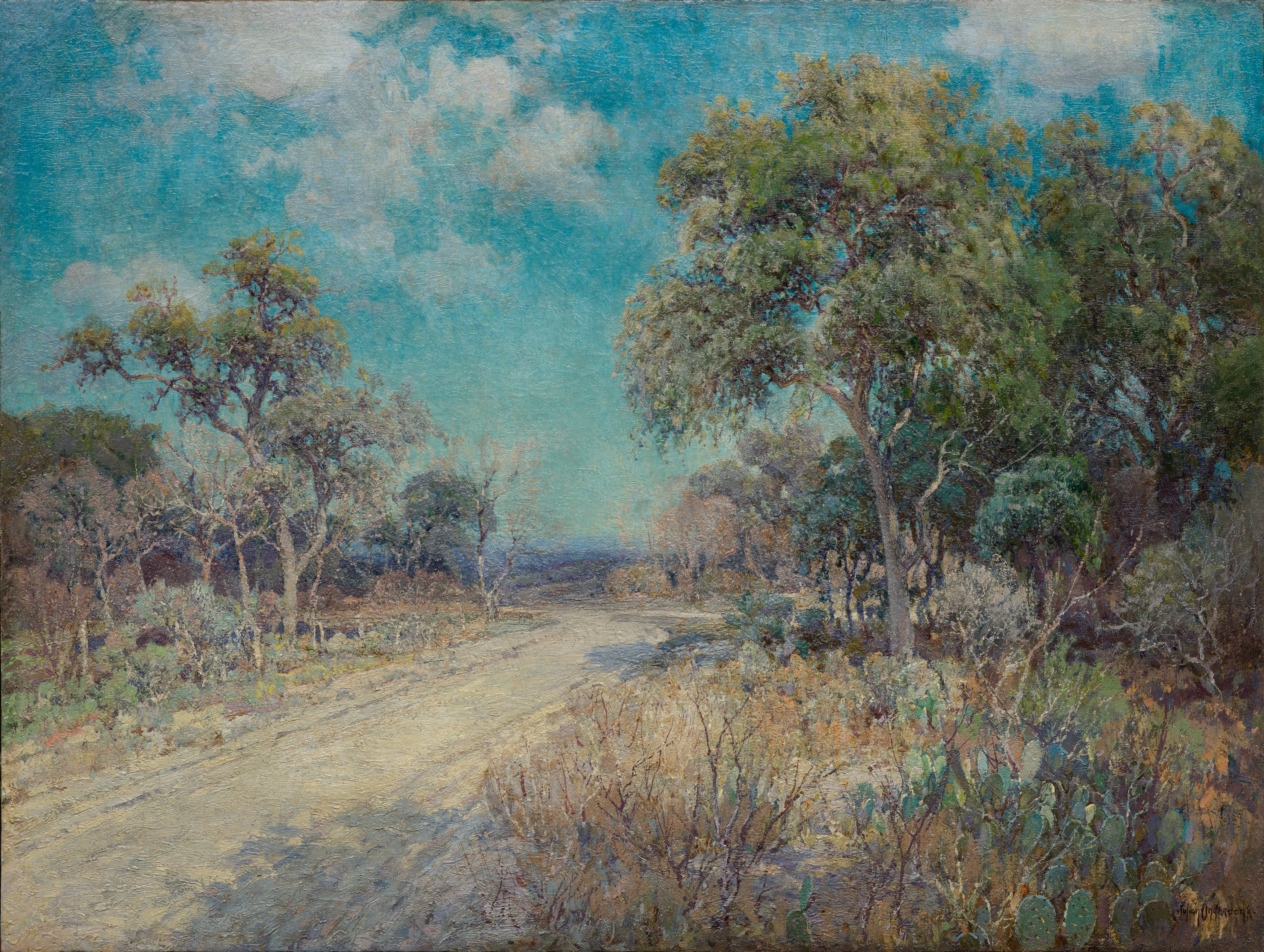
Julian Onderdonk, Droga na wzgórza, 1918

### Starożytna sztuka amerykańska i sztuka rdzennych Amerykanów
Starożytna sztuka amerykańska i sztuka rdzennych Amerykanów (Ancient and Native American Art) obejmuje eksponaty powstałe w okresie od 1500 roku p.n.e. do 1550 roku n.e. Są to wyroby artystyczne ludów zamieszkujących terytorium obecnej Ameryki Łacińskiej, południowo-zachodnie wybrzeże Ameryki Północnej oraz region Arktyki. Budowa kolekcji rozpoczęła się w latach 50. i 60. XX wieku. W 1973 roku rodziny Meadows i McDermott przekazały muzeum w darze 60 eksponatów. Decydujące dla zasobów tego działu stało się nabycie w 1976 roku około 2700 eksponatów z kolekcji Nory i Johna Wise’ów. Dziś dział ten tworzą zbiory ceramiki z południowo-zachodnich Stanów Zjednoczonych, różne przedmioty z południowo-zachodniego wybrzeża, maski z Arktyki, kolekcja tekstyliów z Gwatemali (dar Carolyn i Dana Williamsów oraz Patsy i Raymonda Nasherów), artefakty kultur dawnego Peru (maski, tkaniny, ceramika, przedmioty rytualne), kultur Meksyku (w tym Olmeków) i inne. 

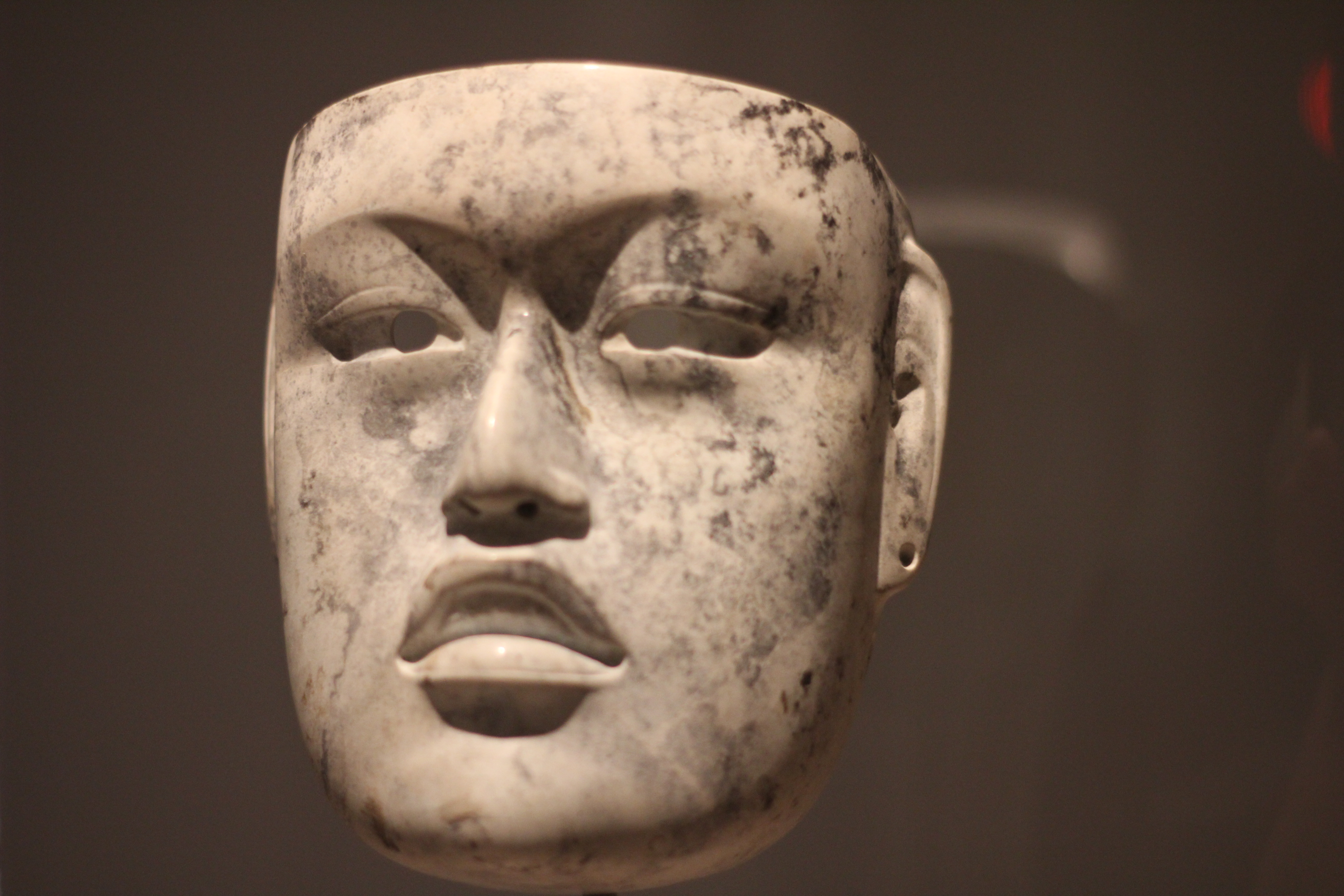
Maska, Meksyk, stan Veracruz, 900–500 r.p.n.e.
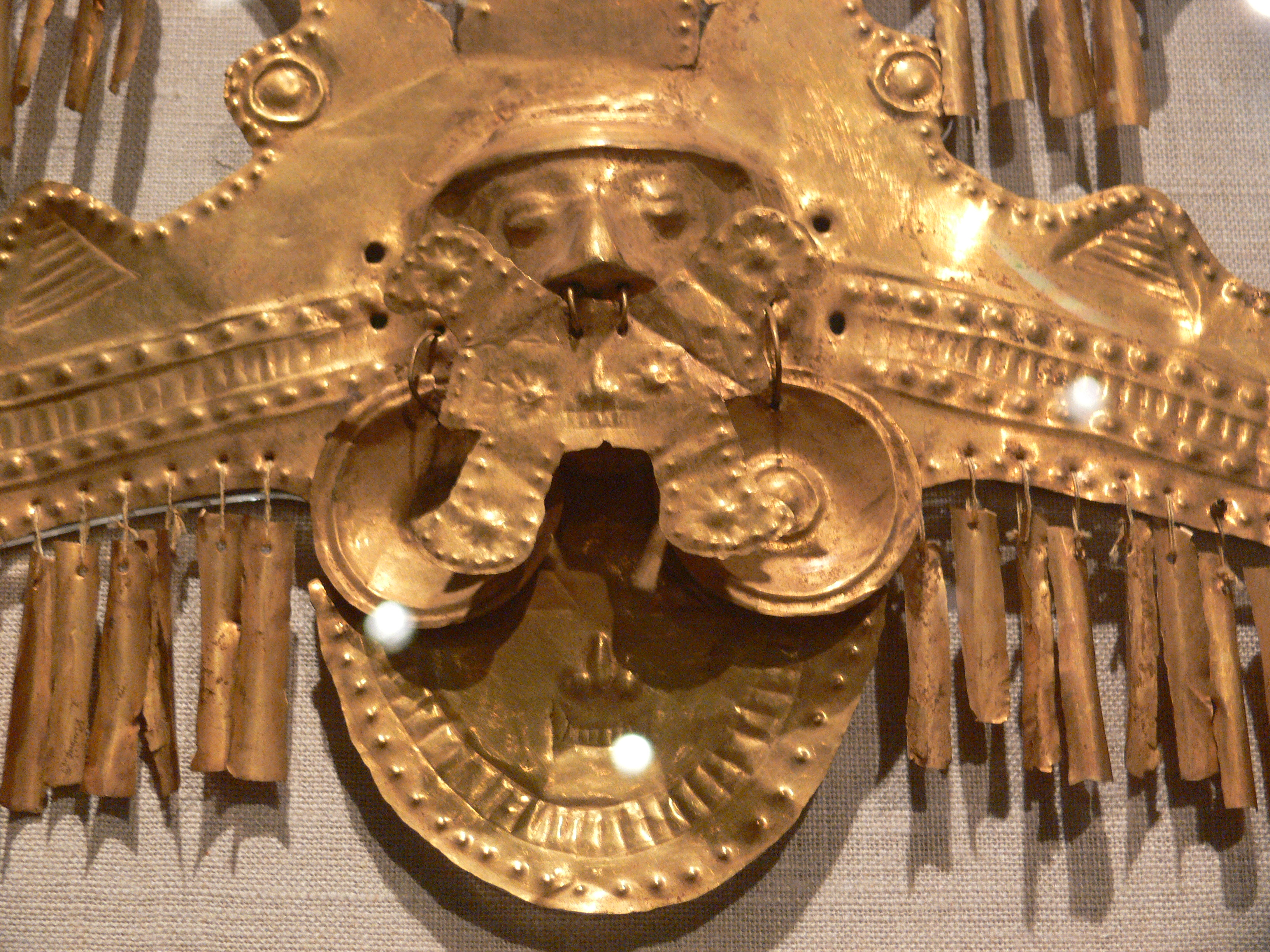
Ornament, Kolumbia, okres Yotoco, ok. 1–700 r. (?)
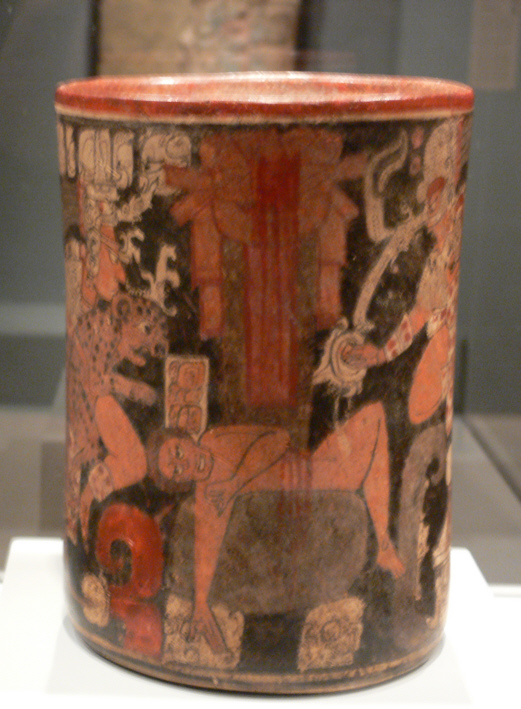
Naczynie Majów, Gwatemala lub Meksyk, ok. 600–850 r.
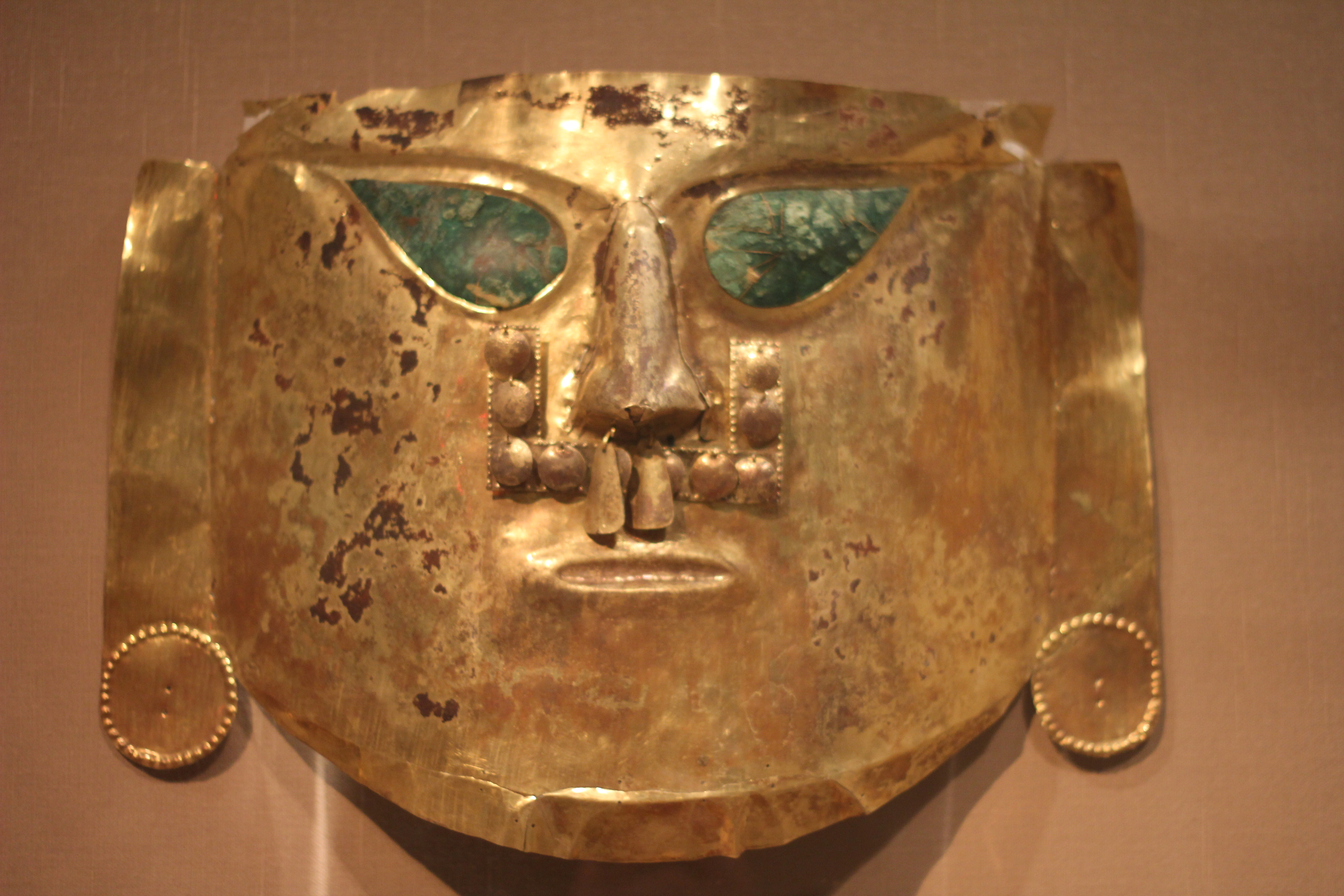
Maska obrzędowa, Peru, Dolina La Leche, ok. 900–1100 r.
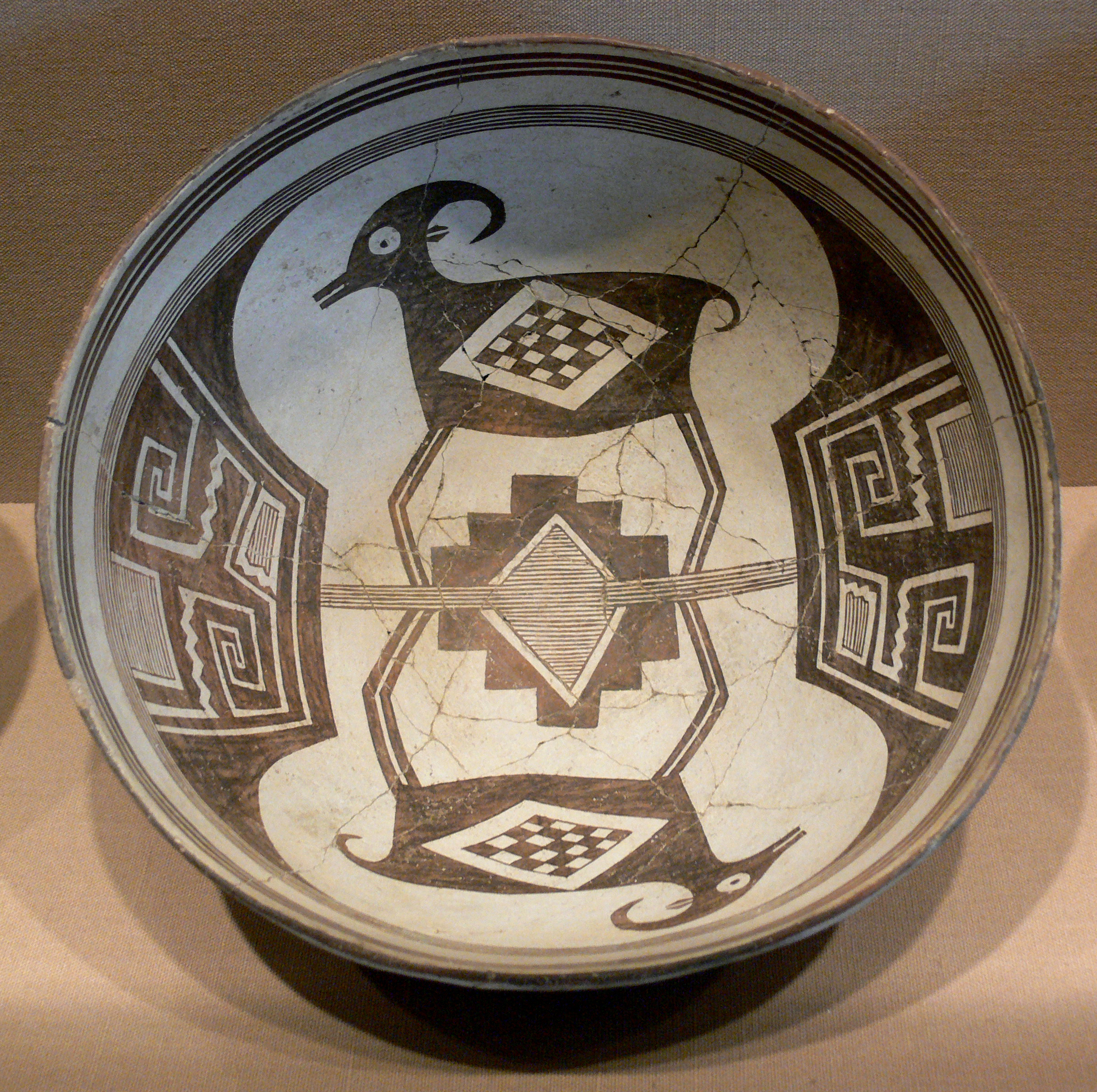
Naczynie, lud Mimbres (kultura Mogollon), Nowy Meksyk, ok. 1000–1150 r.
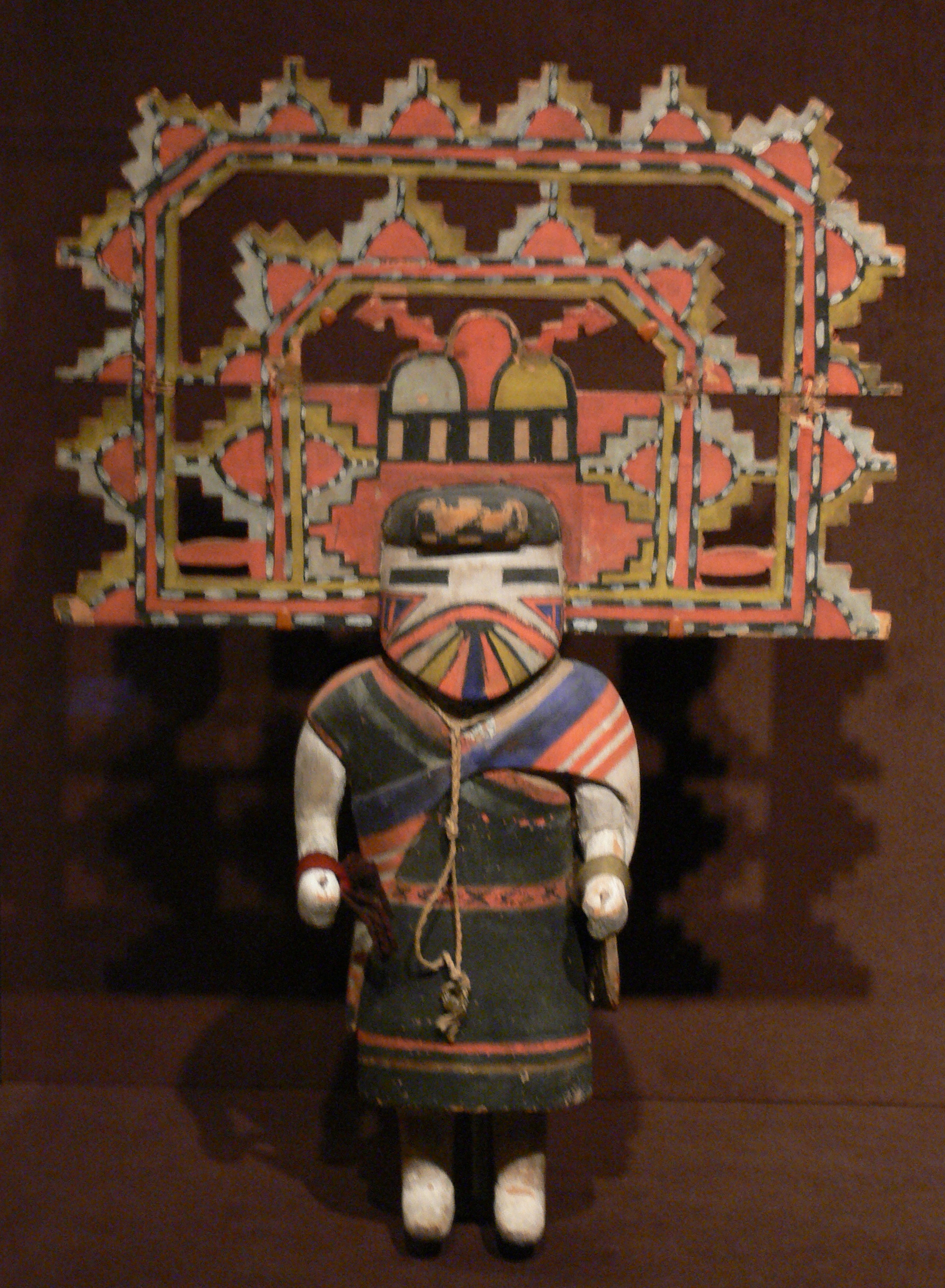
Kaczyni (tihu) przedstawiające Palhik' Mana, Hopi, drewno, farba i przędza wełniana, lata 20. XX w. (?)

### Sztuka afrykańska
Kolekcja sztuki afrykańskiej (African Art) jest zróżnicowana co do form (figurki, maski) i użytych do ich wykonania materiałów (terakota, drewno). Poświęcona jest ona sztuce tradycyjnej kultur i ludów subsaharyjskich (Sokoto, Aszanti, Dogonowie, Senufowie, Ibo, Jorubowie, Benin). Obejmuje okres od IV wieku p.n.e. do połowy XX wieku. Dzieła sztuki afrykańskiej znalazły się w zbiorach Dallas Museum of Art w 1969 roku, kiedy Eugene i Margaret Mc Dermott zakupili kolekcję rzeźb kongijskich należącą do Clarka i Frances Stillmanów, a następnie przekazali ją w darze muzeum. W podobny sposób znalazła się w zbiorach muzeum kolekcja rzeźby afrykańskiej, należąca do Gustave’a i Franyo Schindlerów. Dzięki fundacjom (w tym Eugene i Margaret Mc Dermott Foundation) i staraniom osób prywatnych zbiory te uległy dalszemu pogłębieniu i poszerzeniu. W 2013 roku muzeum zakupiło na aukcji w Sotheby’s najważniejszą i zarazem najdroższą rzeźbę w swojej kolekcji sztuki afrykańskiej – figurkę totemową z 4 rogami na głowie, dzieło anonimowego artysty ludu Songye z Demokratycznej Republiki Konga. Wylicytowana cena dzieła wyniosła 2,165 miliona dolarów.

### Sztuka azjatycka
Na sztukę azjatycką (Asian Art) w zbiorach muzeum składają się dzieła sztuki japońskiej, chińskiej, indyjskiej (buddyjskiej i hinduistycznej, sztuki z epoki Wielkich Mogołów), sztuki regionu Himalajów i Azji Południowo-Wschodniej. Najstarsze przedmioty pochodzą z kilku ostatnich wieków p.n.e. Budowanie kolekcji rozpoczęło się w latach 60. od darowizn i zakupów dzieł sztuki japońskiej. Po nich pojawiły się dzielą sztuki chińskiej z epoki dynastii Tang, zakupione dzięki fundacji The Eugene and Margaret Art Fund, oraz dzieła sztuki japońskiej z okresu Meiji, sfinansowane przez Foundation for the Arts. W podobny sposób pojawiły się w kolekcji eksponaty sztuki azjatyckiej zakupione przez inne fundacje (The Wendower Fund, Cecil and Ida Green Acquisition Fund) lub podarowane przez osoby prywatne.

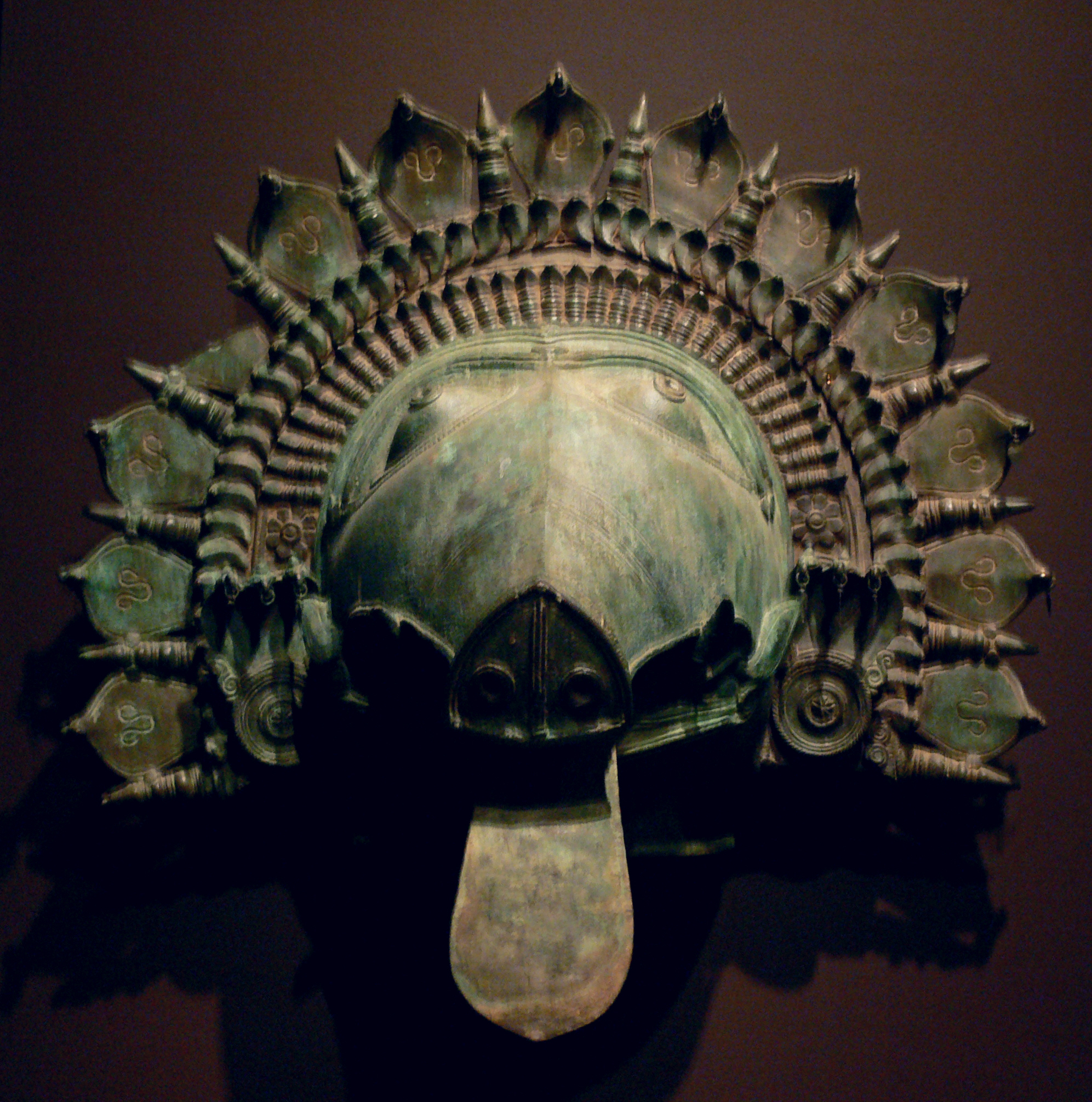
Maska Bhuty w kształcie głowy dzika, Indie, XVIII–XIX w.
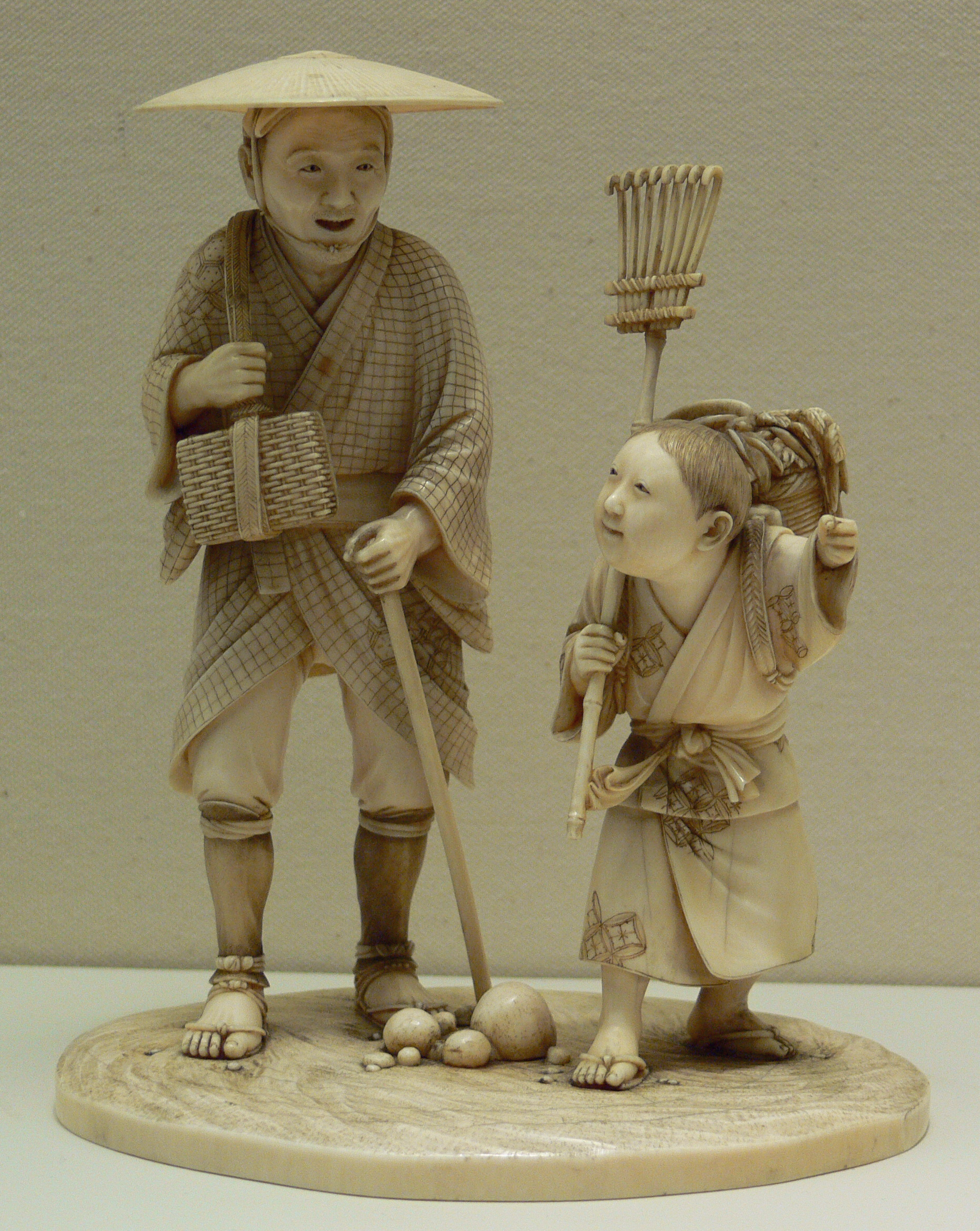
Figurki z kości słoniowej, Japonia, koniec XIX w.
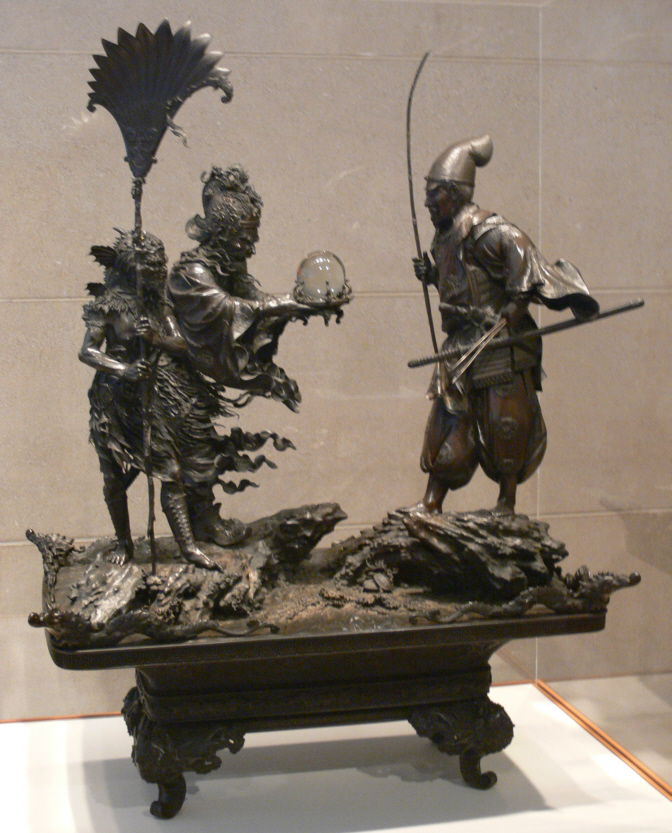
Takenouchi no Sukune spotyka Smoczego Króla Morza, brąz i szkło, Japonia, 1875-1879
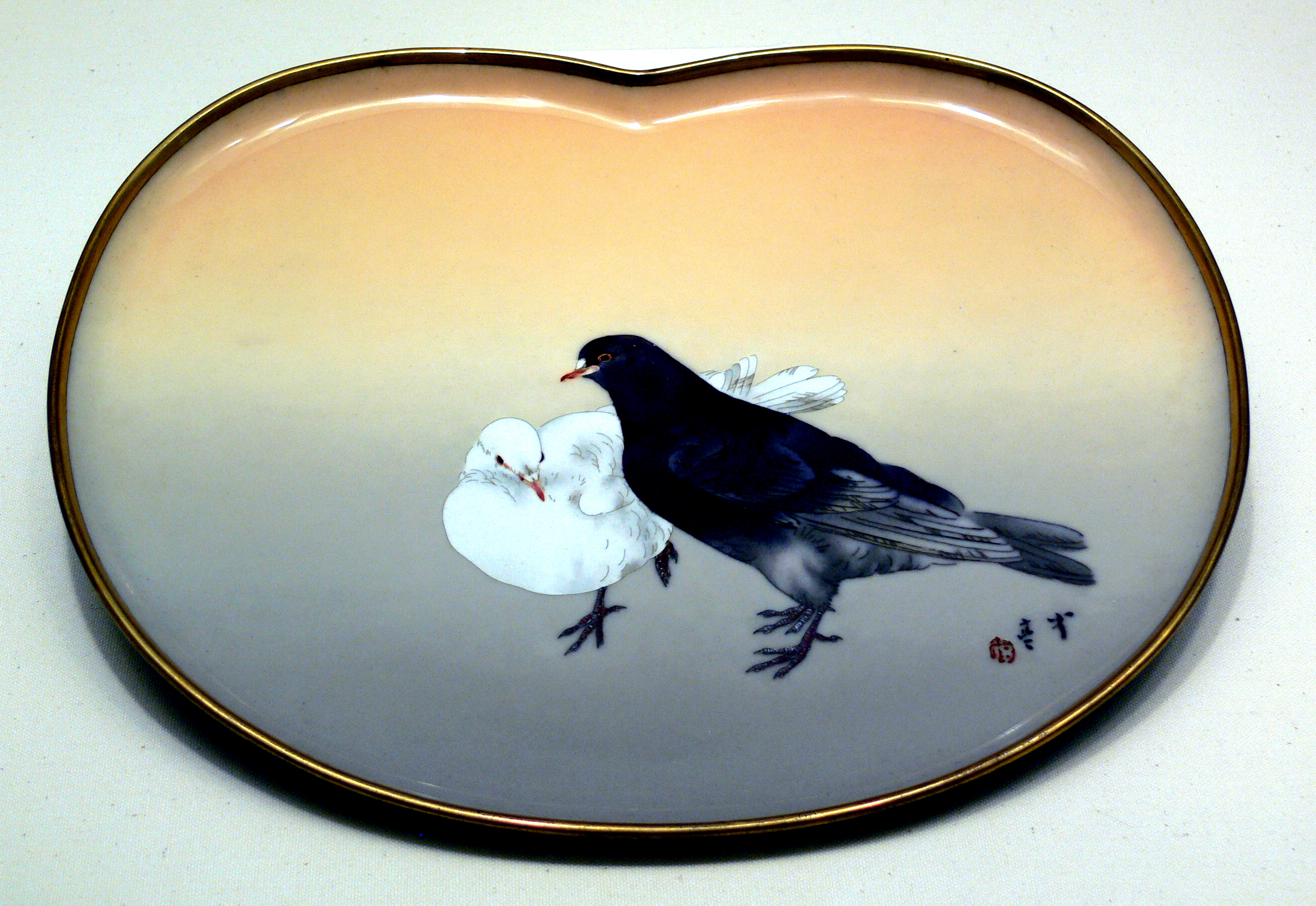
Namikawa Sōsuke, taca ozdobiona techniką cloisonné, Japonia, ok. 1895–1900
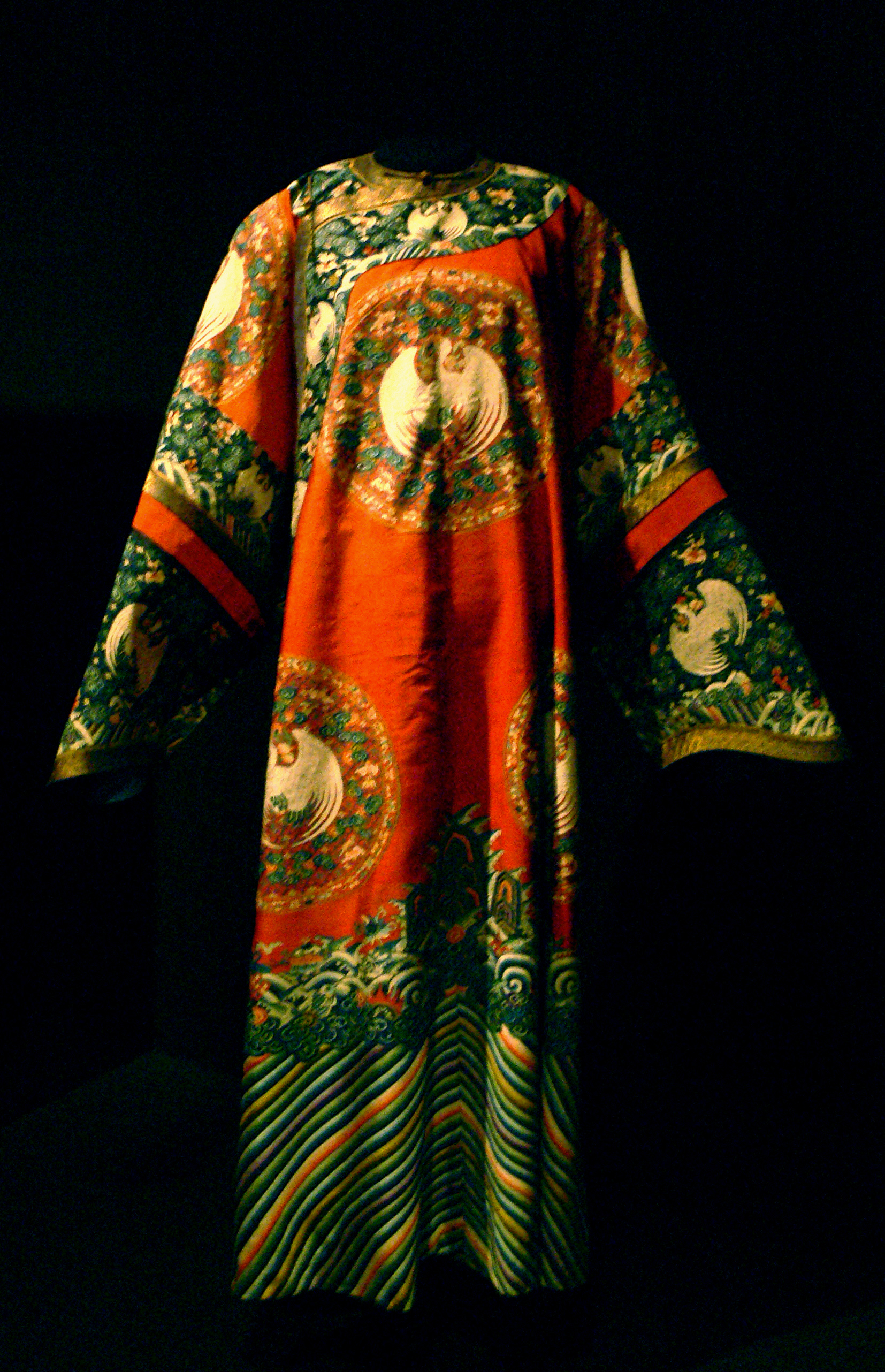
Jedwabny strój dworski, Chiny, dynastia Qing

### Sztuka Pacyfiku
Dział sztuki Pacyfiku (Pacific Art) obejmuje sztukę Azji Południowo-Wschodniej i Oceanii. Historia zbiorów tego działu sięga lat 70., kiedy zakupiono pierwsze dzieła sztuki z tego obszaru, w tym figurę męskiego przodka z Nowej Gwinei, która pozostaje najważniejszym, pojedynczym dziełem z obszaru Oceanii w zbiorach muzeum. W latach 80. zaczęły pojawiać się w kolekcji dzieła sztuki Azji Południowo-Wschodniej, głównie indonezyjskiej z XIX i XX wieku. Zakupy te stały się możliwe dzięki Eugene McDermott Foundation. W 2001 roku The Eugene and Margaret McDermott Art Fund Inc. umożliwiła nabycie 7 znaczących, wielkowymiarowych prac rzeźbiarskich, pochodzących z archipelagu indonezyjskiego. Do wzrostu zasobów kolekcji przyczyniły się również inne fundacje, takie jak: Steven C. Alpert Family, The Roberta Coke Camp Fund, The Otis and Velma Davis Dozier Fund, Museum League Purchase Fund i The Nasher Foundation. W kolekcji sztuki wyróżniają się rzeźby i tekstylia indonezji i Sarawaku. Zbiór rzeźb tworzą: maski obrzędowe (jaraik), figurki przodków (męskich i żeńskich), mitycznych zwierząt i figurki obrzędowe (tau tau). Zbiór tekstyliów obejmuje między innymi tkaniny Toradżów, w tym tkaniny sakralne (mawa’) oraz makaty obrzędowe (palepai) z południowej Sumatry.
Kolekcja Azji Południowo-Wschodniej Dallas Museum of Art została uznana za estetyczny standard i jedną z najlepszych tego typu kolekcji w Stanach Zjednoczonych.

### Sztuka starożytna basenu Morza Śródziemnego
Historia działu sztuki starożytnej basenu Morza Śródziemnego (Ancient Mediterranean Art) Dallas Museum of Art rozpoczęła się w 1966 roku od darowizny kolekcji Cecila i Idy Green, w której wyróżniały się: grecki posąg młodzieńca z nagrobnego reliefu oraz rzymski posąg kobiety. Do poszerzenia kolekcji przyczyniły się zakupy dokonane w 1991 roku za pośrednictwem The Eugene and Margaret McDermott Art Fund Inc. Wówczas w muzealnych zbiorach znalazły się dzieła sztuki greckiej i etruskiej oraz rzymskie wyroby jubilerskie ze złota. Dalszy wzrost kolekcji dokonywał się również dzięki fundacjom i darczyńcom prywatnym.
Zbiory sztuki starożytnej obejmują działy:
- sztuka starożytnego Egiptu: trumna Horakha (ok. 700 r.p.n.e.), relief procesyjny z grobowca Ny Ankh Nesut (2575–2134 r.p.n.e.), popiersie faraona Setiego I (1303–1200 r. p.n.e.)[20], portret z mumii[21];
- sztuka grecka: ceramika z VI w.p.n.e.[22], posągi[23];
- sztuka etruska: tarcze z VI w. p.n.e.[24];
- sztuka rzymska: posągi i glowy[25], sarkofag (ok. 190 r.n.e.)[26];

Wyroby jubilerskie (greckie, rzymskie i etruskie) pochodzą z VI–II w. p.n.e..

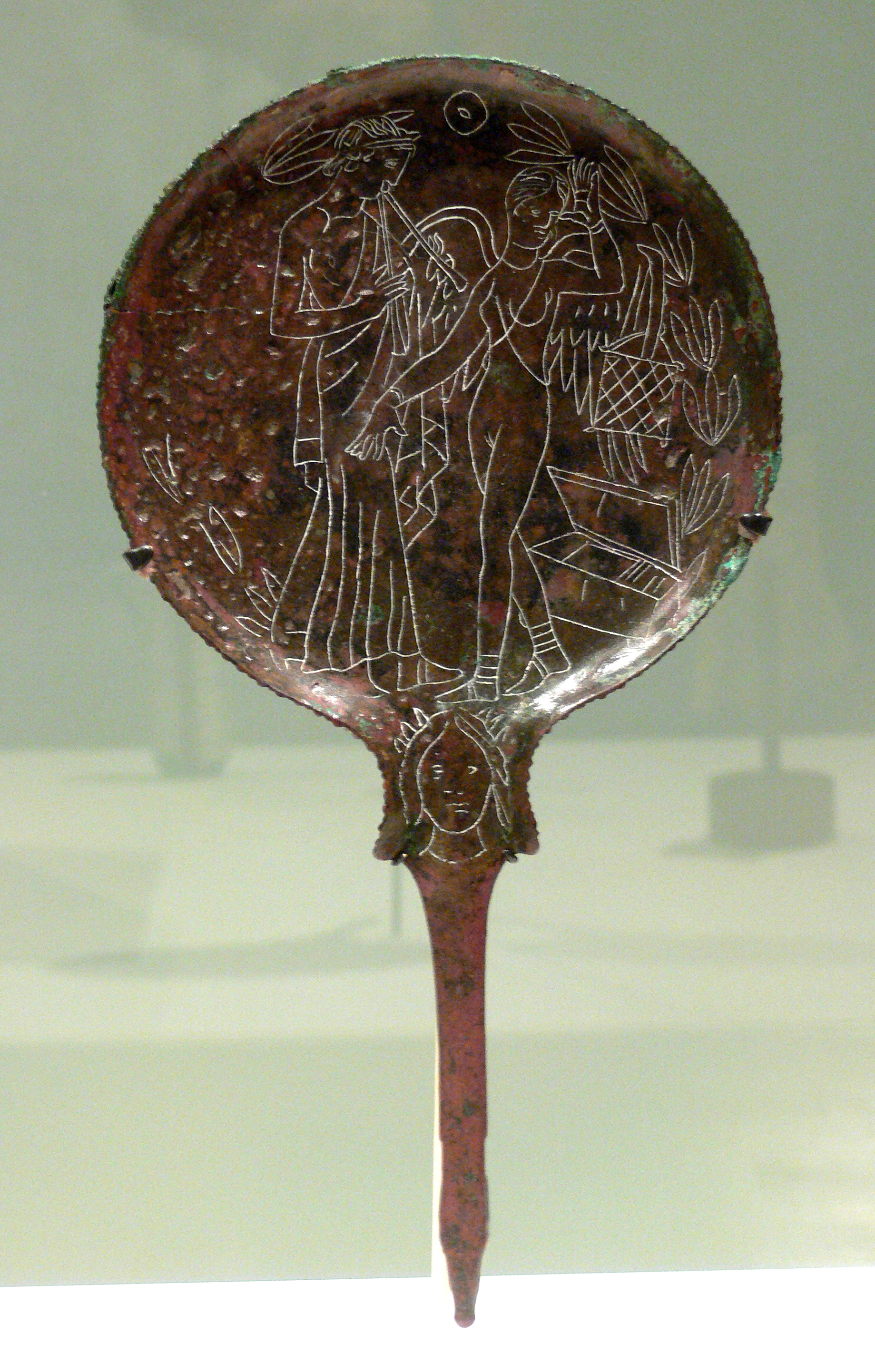
Lusterko etruskie, brąz, V–IV w.p.n.e.
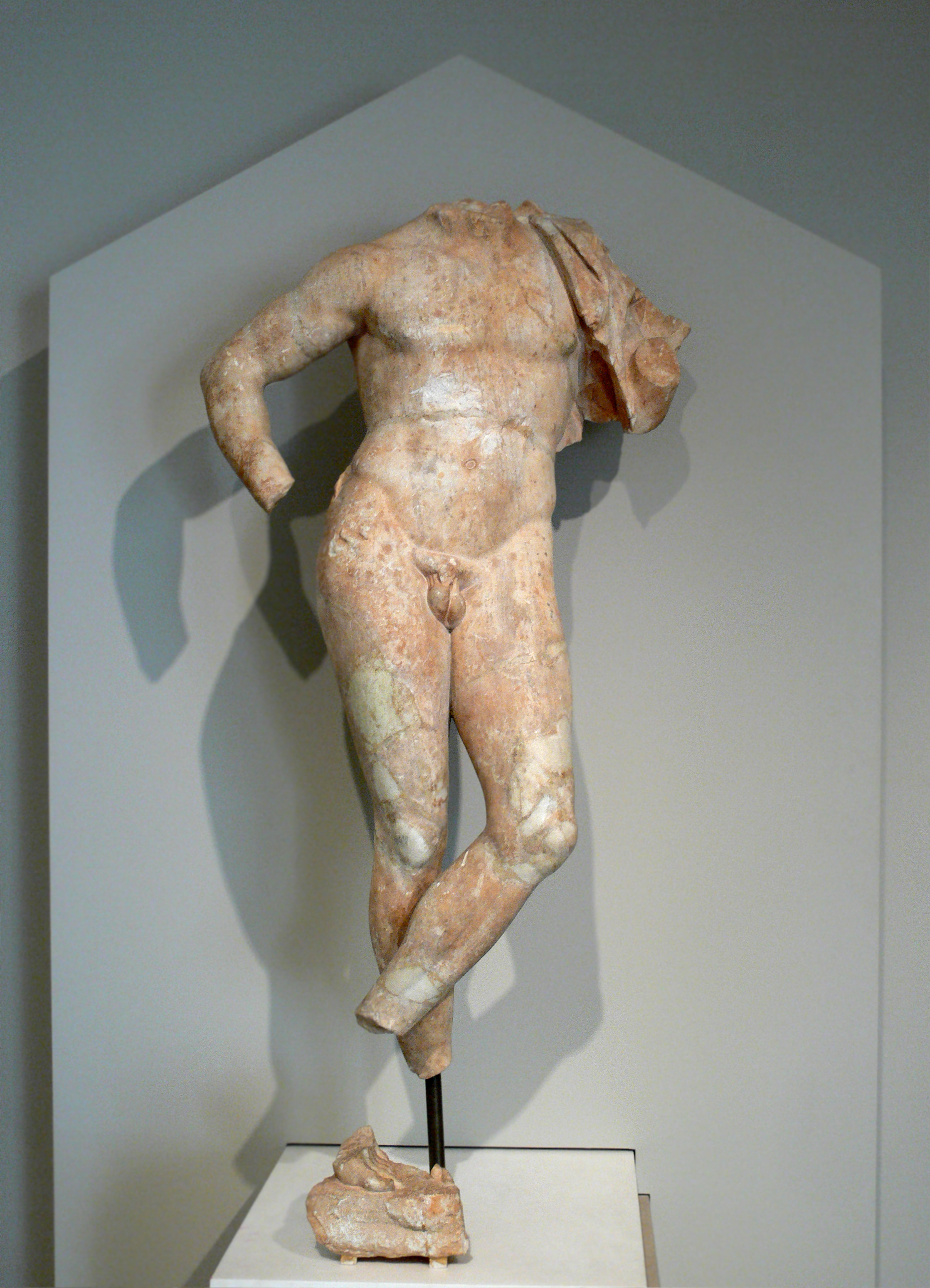
Grecki posąg młodzieńca z nagrobnego reliefu, marmur, ok. 330 r.p.n.e.
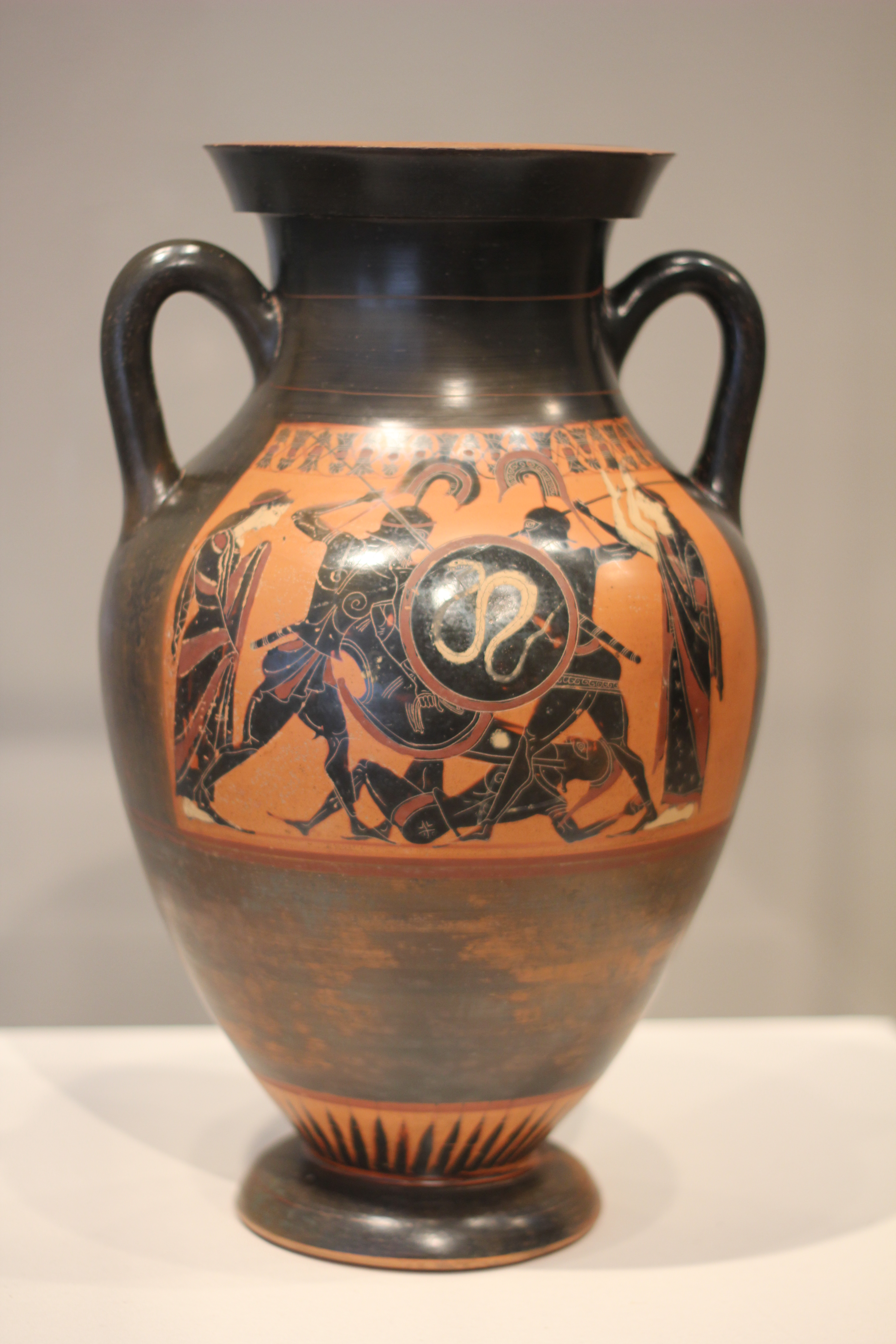
Amfora grecka, ok. 575 r. n.e.
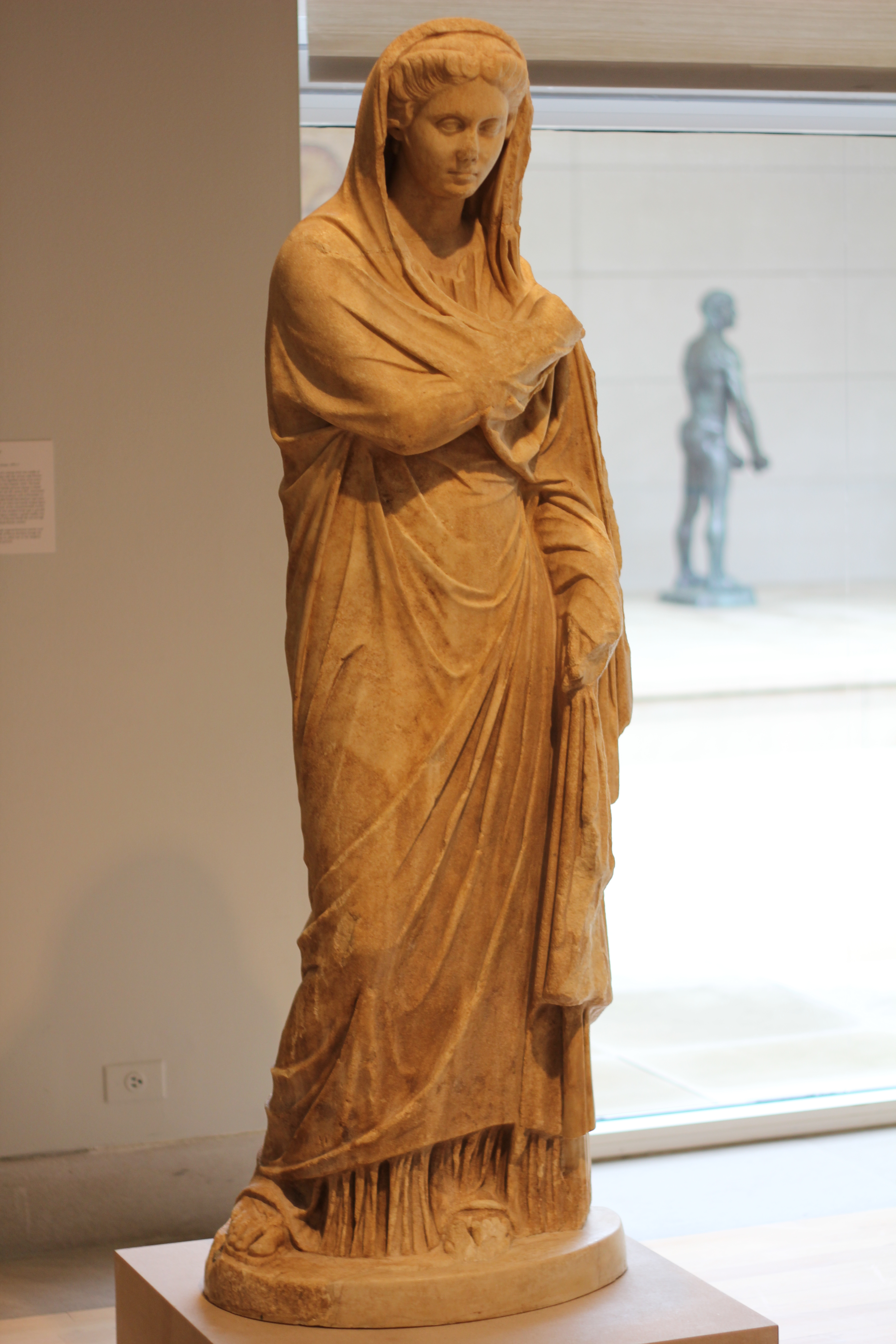
Rzymski posąg kobiety, ok. 100–200 r. n.e.
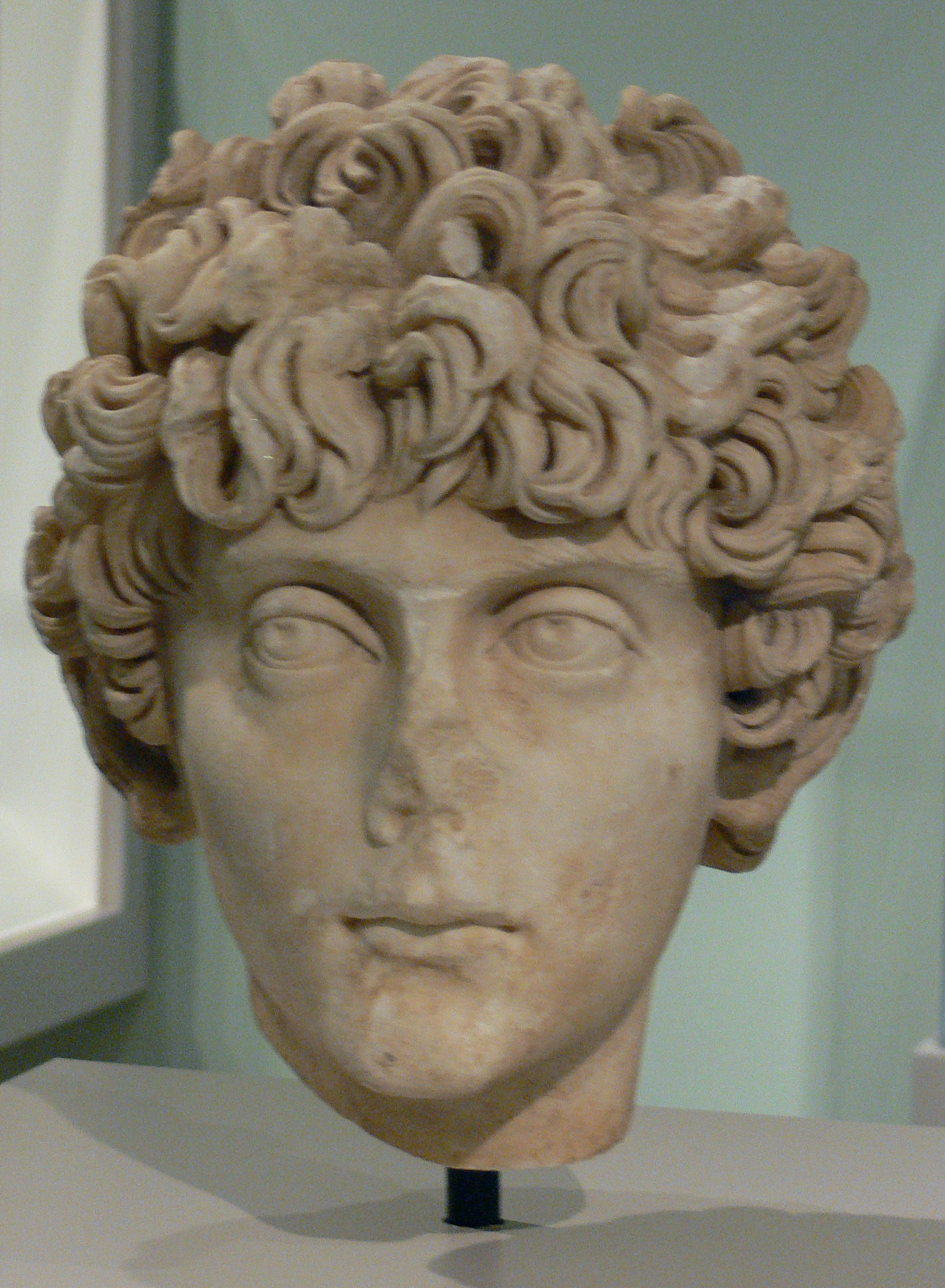
Rzymska głowa młodzieńca, marmur, 140–170 r. n.e.
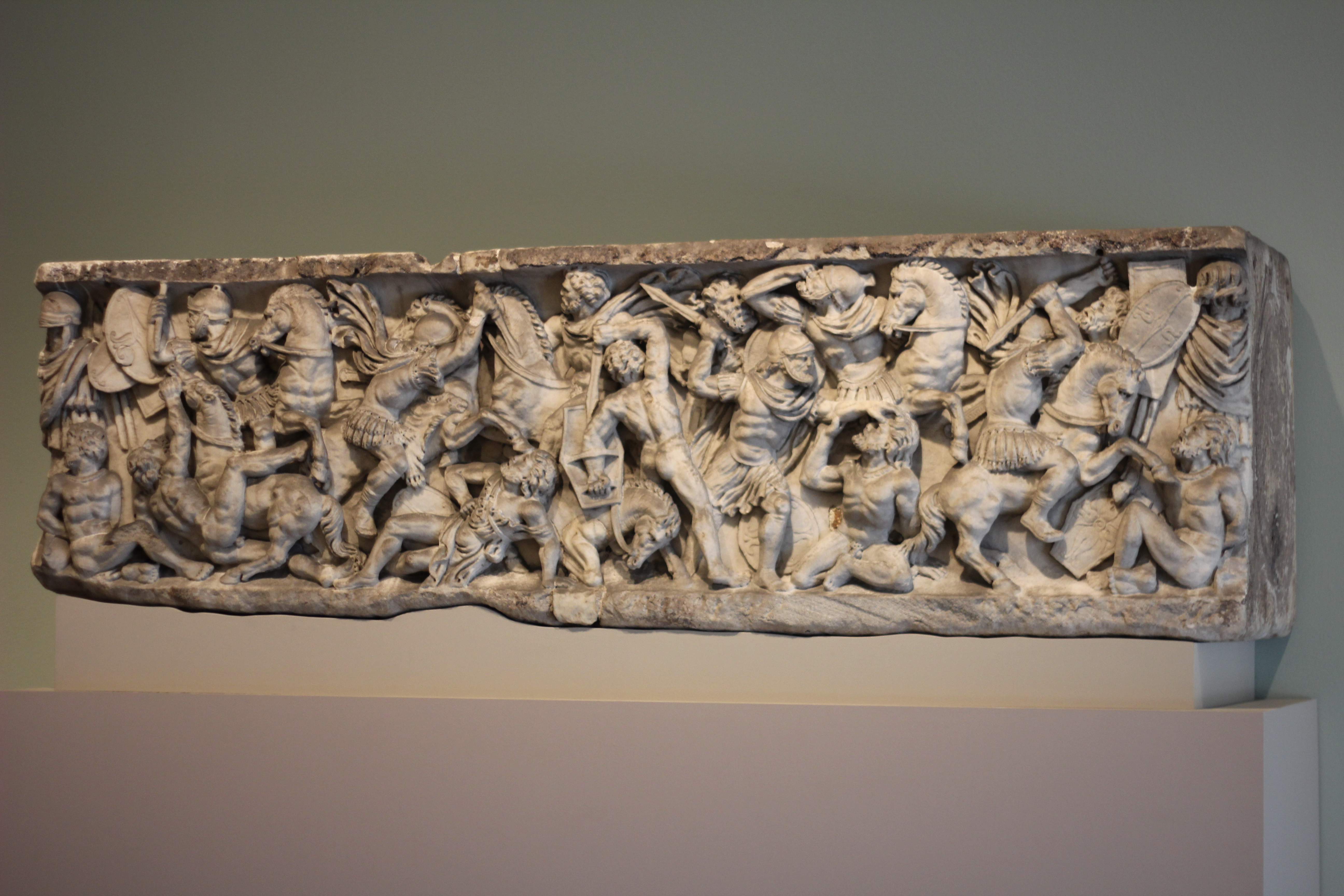
Sarkofag rzymski, marmur, ok. 190 r. n.e.

### Sztuka modernizmu
Na zbiór dzieł epoki modernizmu (Modern Art) składały się początkowo prace artystów amerykańskich, takich jak: Thomas Hart Benton, Alexander Hogue, Edward Hopper, Georgia O’Keeffe i Everett Spruce. Znaczący wzrost zasobów tego działu dokonał się w 1963 roku, w wyniku połączenia Dallas Museum of Fine Arts z Dallas Museum for Contemporary Art. Kolekcja europejskiego modernizmu zaistniała w latach 70. i 80. za sprawą znaczących darowizn Liliany i Jamesa Clarków, dokonanych za pośrednictwem Foundation for the Arts. To dzięki tym darowiznom w kolekcji muzealnej znalazły się prace Pieta Mondriana, Constantina Brâncușiego i Fernanda Légera. Pod koniec lat 90. i w I dekadzie XXI wieku w efekcie działań różnych fundacji i darczyńców prywatnych w zbiorach muzealnych pojawiły się dzieła takich twórców jak: Marsden Hartley, Ernst Ludwig Kirchner, Georges Braque, Ilya Bolotowski, Pablo Picasso i George Lovett Kingsland Morris. Zbiór modernistycznej sztuki teksańskiej zawdzięcza swe istnienie darowiźnie Nony i Richarda Barrettów. 

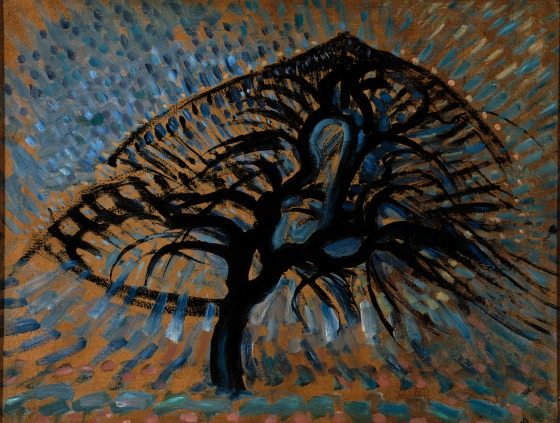
Piet Mondrian, Jabłoń, 1908–1909
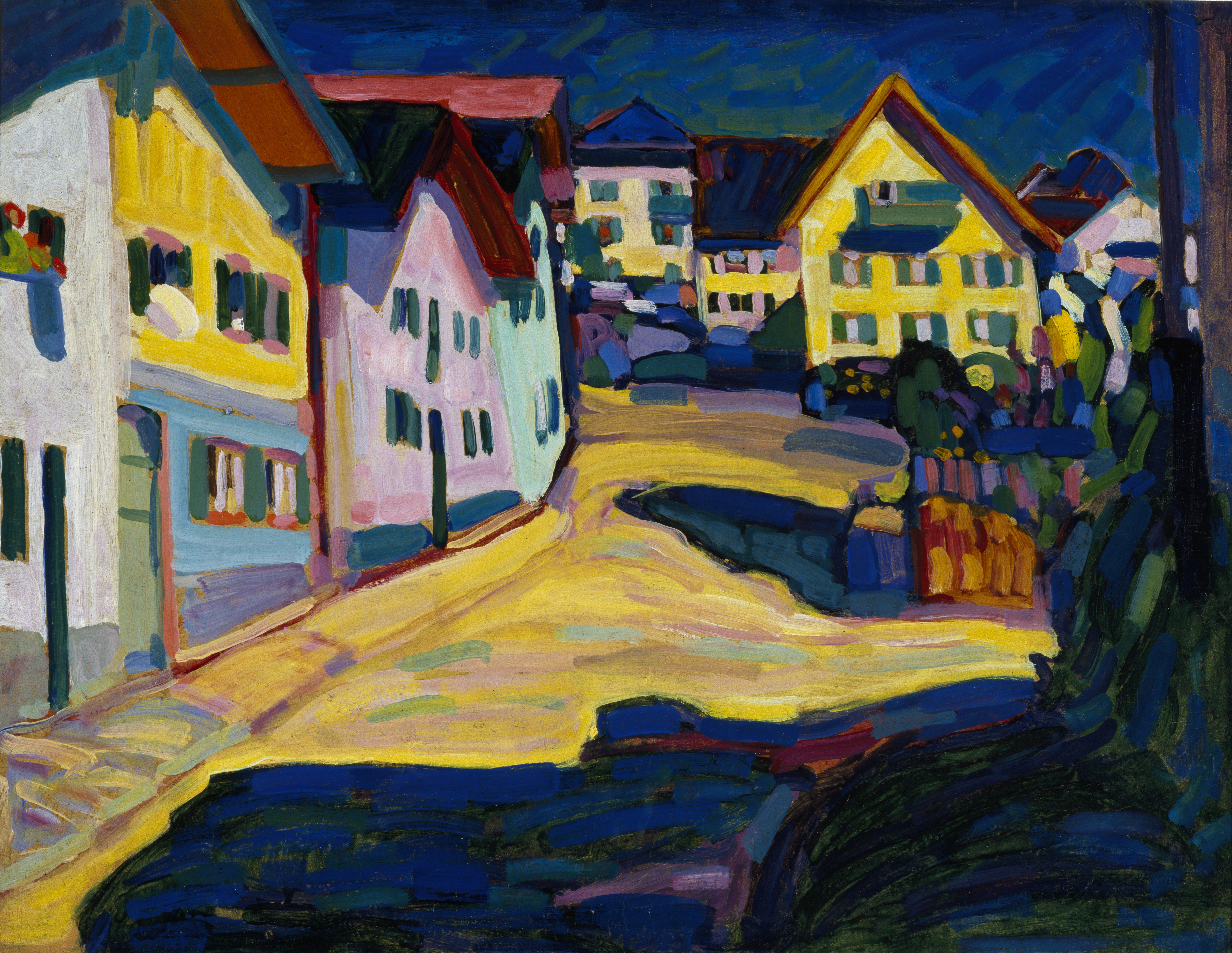
Wassily Kandinsky, Murnau, Burggrabenstrasse 1, 1908
Ernst Ludwig Kirchner, Cztery postacie z drewna, 1912
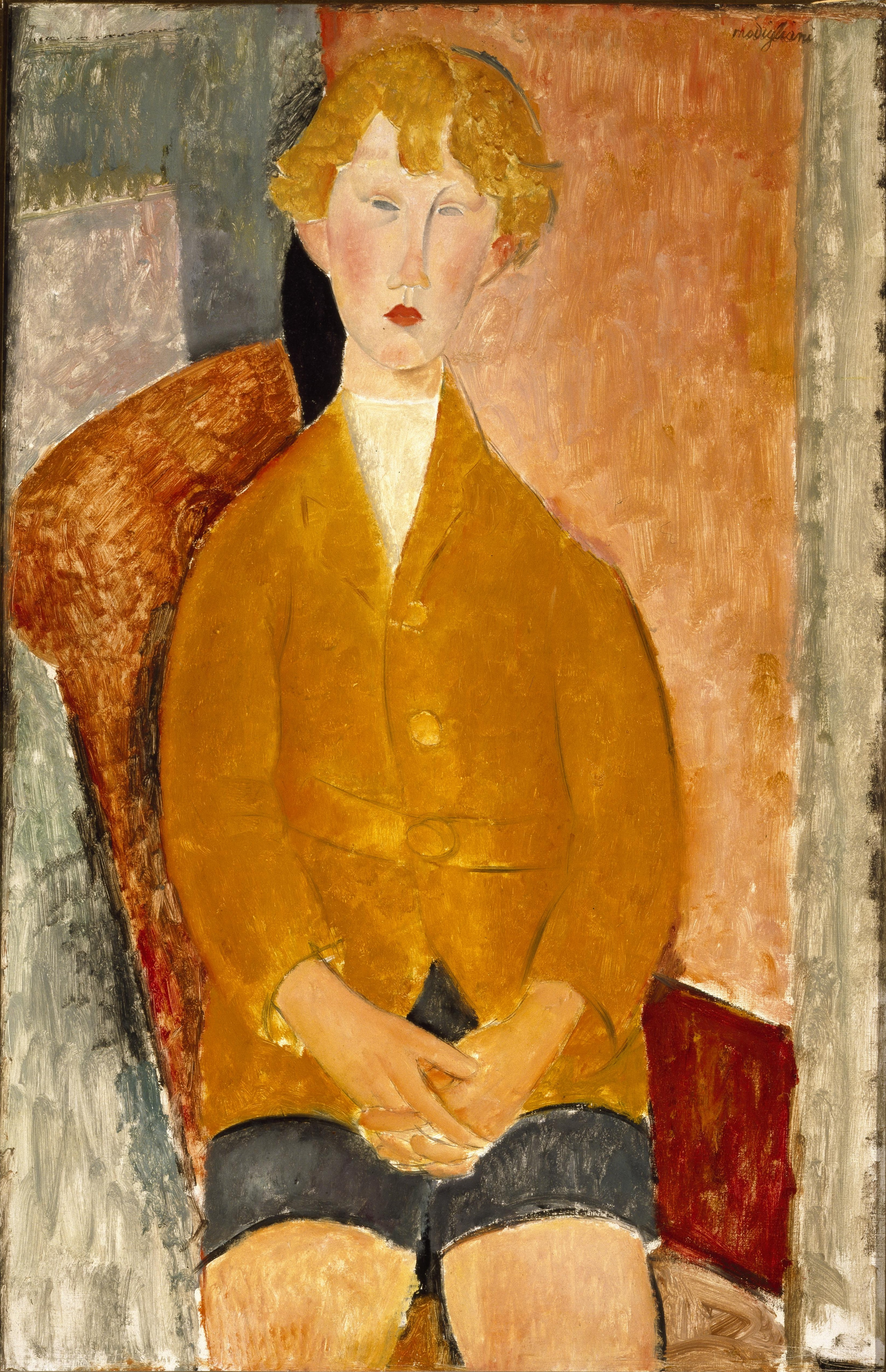
Amedeo Modigliani, Chłopiec w krótkich spodenkach, 1918
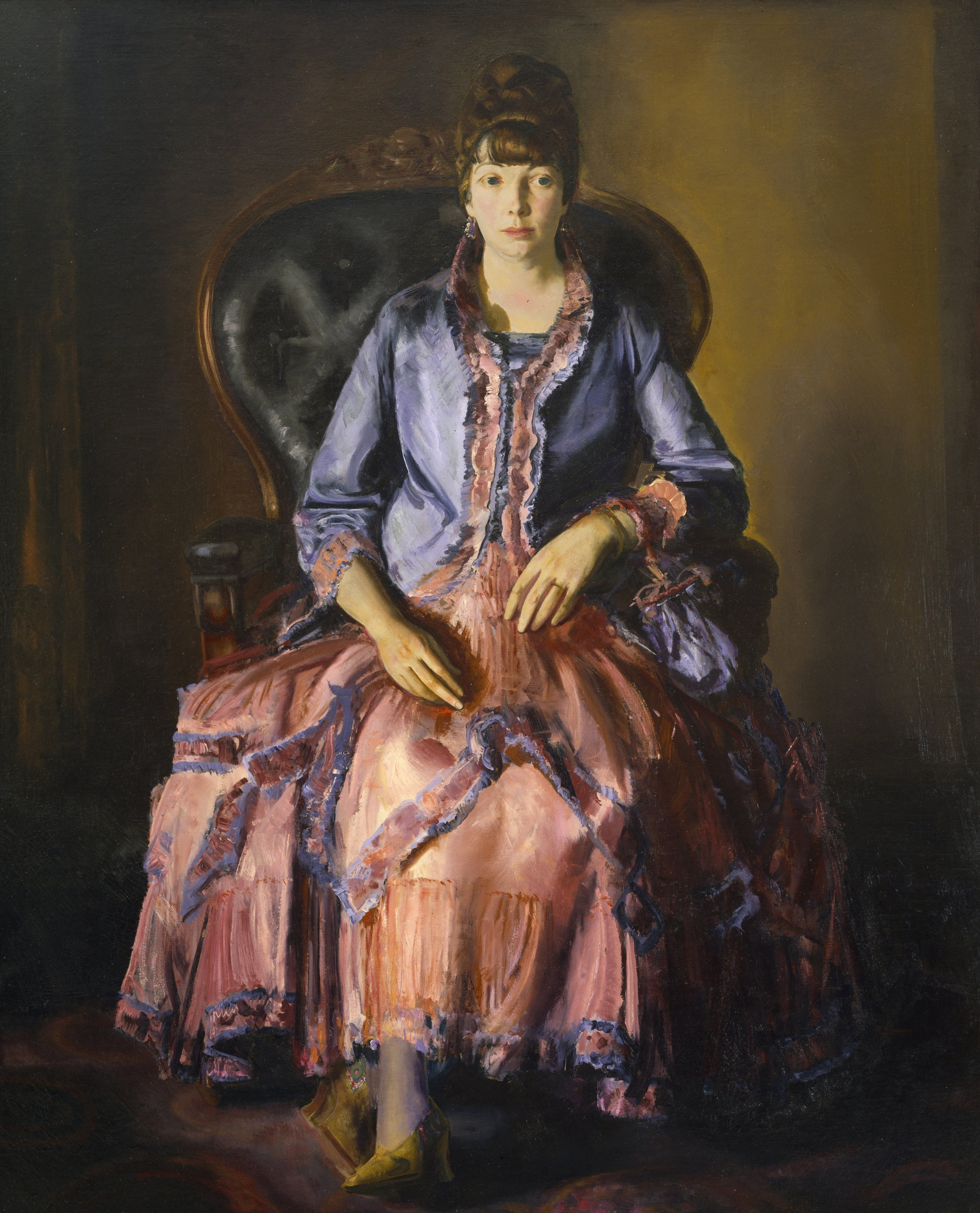
George Bellows, Emma w purpurowej sukni, 1920–1923
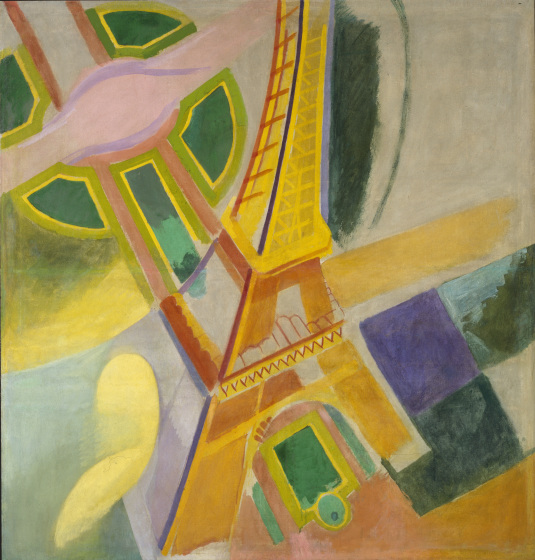
Robert Delaunay, Wieża Eiffla, 1924

### Rzemiosło artystyczne i wzornictwo przemysłowe
Kolekcja amerykańskiego i europejskiego rzemiosła artystycznego i wzornictwa przemysłowego (Decorative Arts and Design) reprezentuje różnorodność eksponatów i materiałów, z których zostały wykonane. Są w niej XIX- i XX-wieczne amerykańskie wyroby ze srebra i szkła, meble, ważne przykłady międzynarodowego wzornictwa z przełomu XIX i XX wieku. Dział ten zaistniał w połowie lat 80. dzięki darowiźnie Wendy and Emery Reves Collection. Po nich pojawiły się eksponaty z Karl and Esther Hoblitzelle Collection, na którą składało się około 400 angielskich wyrobów ze srebra (XVIII wiek) oraz z Faith P. and Charles L. Bybee Collection, w skład której wchodziły XVIII- i XIX-wieczne amerykańskie meble. W 2002 roku zakupiono Jewel Stern Silver Collection. Zasoby tego działu nieustannie wzrastają nie tylko dzięki darowiznom ale i zakupom prac artystów współczesnych.

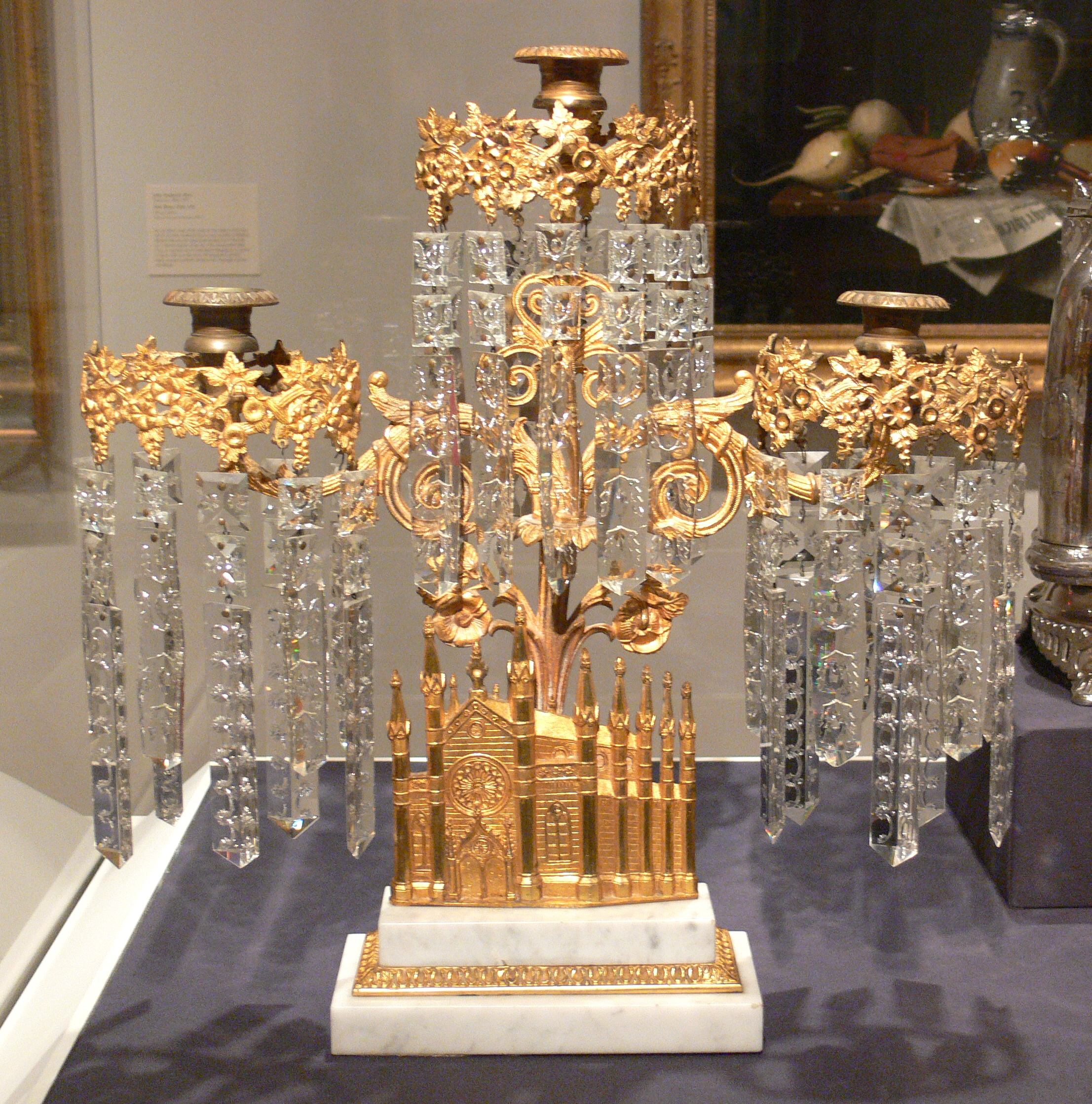
William Shaw, świecznik z Bigelow Chapel, materiały: mosiądz, pozłota, marmur, rżnięte szkło, 1848
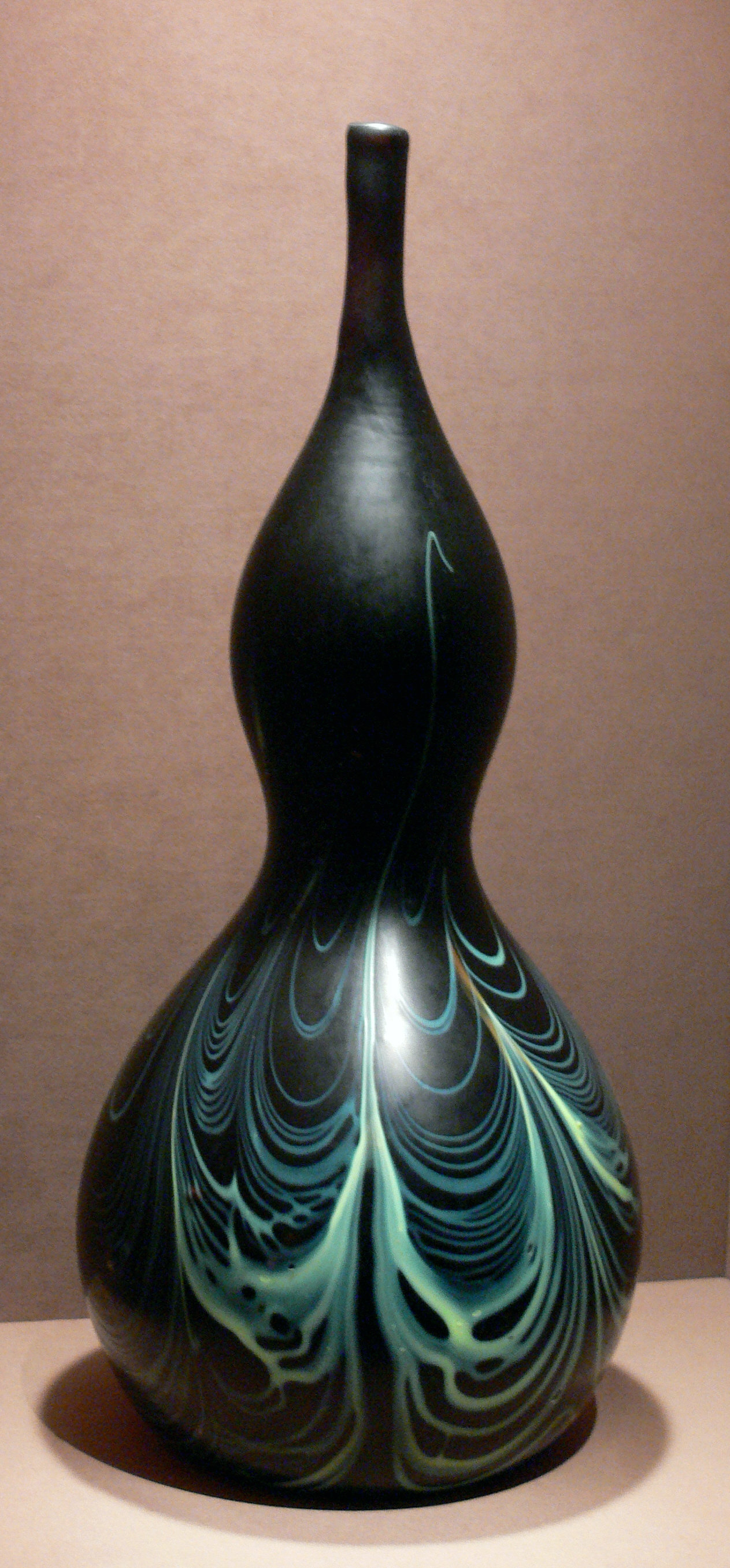
Louis Comfort Tiffany, Wazon szklany, materiały: szkło typu favrile, 1893–1897
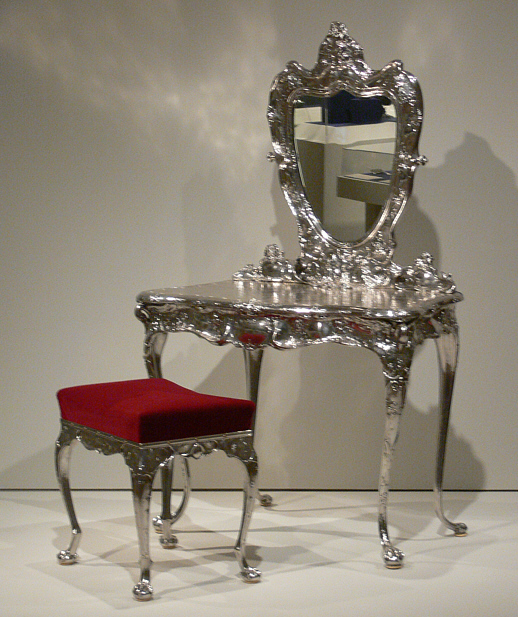
William C. Codman, Toaletka typu Martelé i krzesło, materiały: srebro, szkło, tkanina, kość słoniowa, 1899
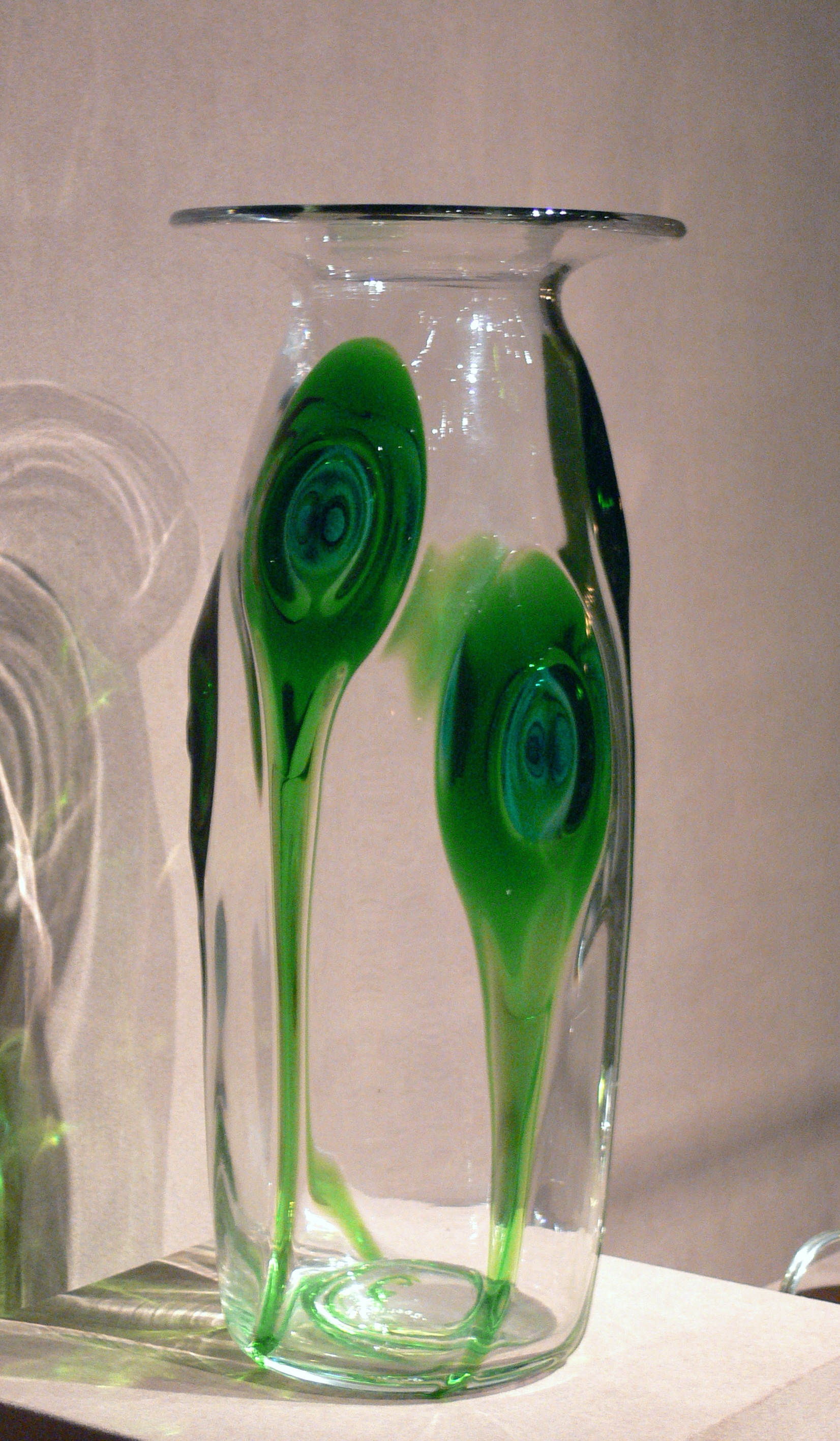
Wazon, prawdopodobny producent: Stuart & Sons Ltd., 1890–1920
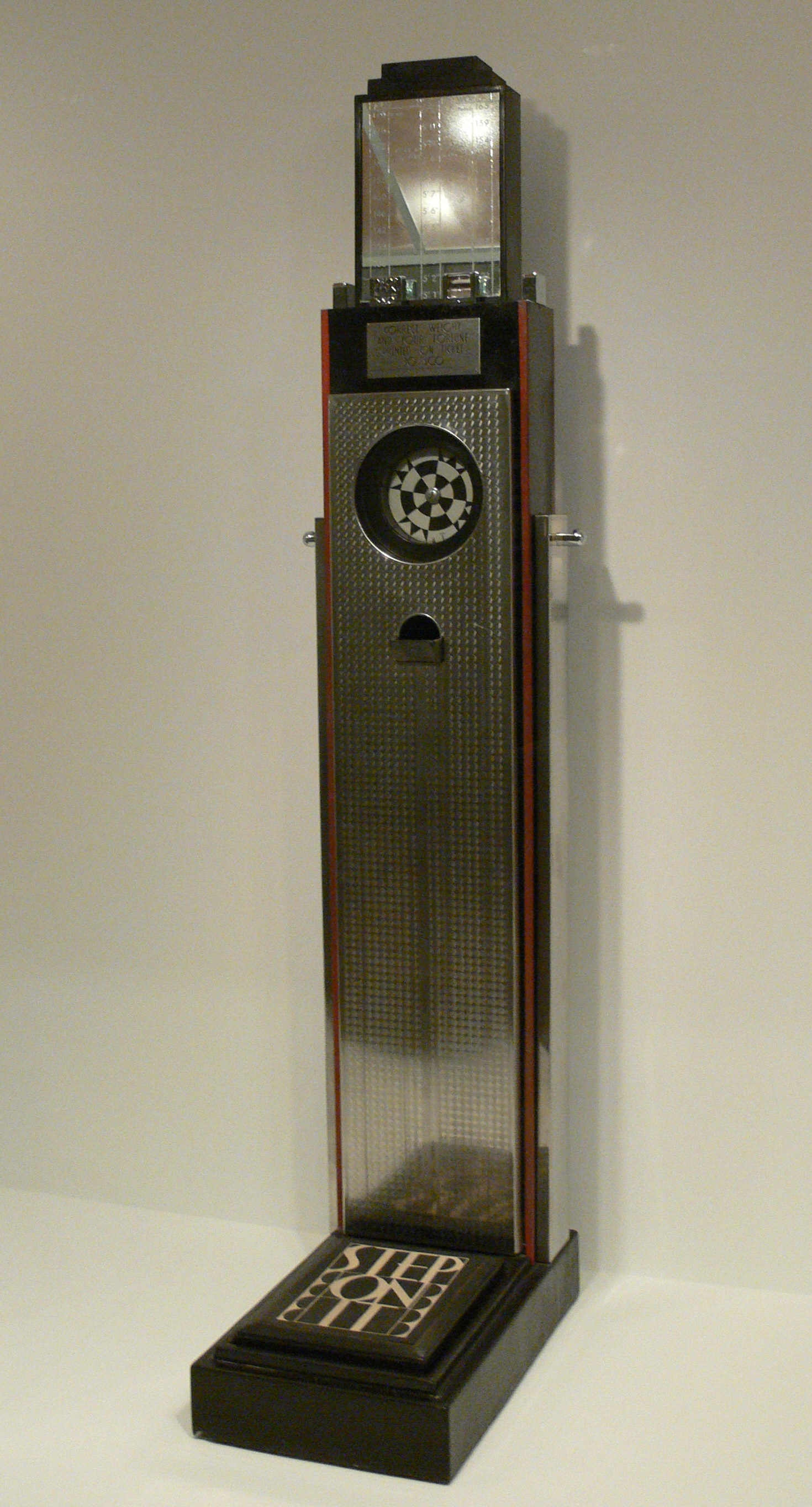
Joseph Sinel, Waga i wzrostomierz, 1927
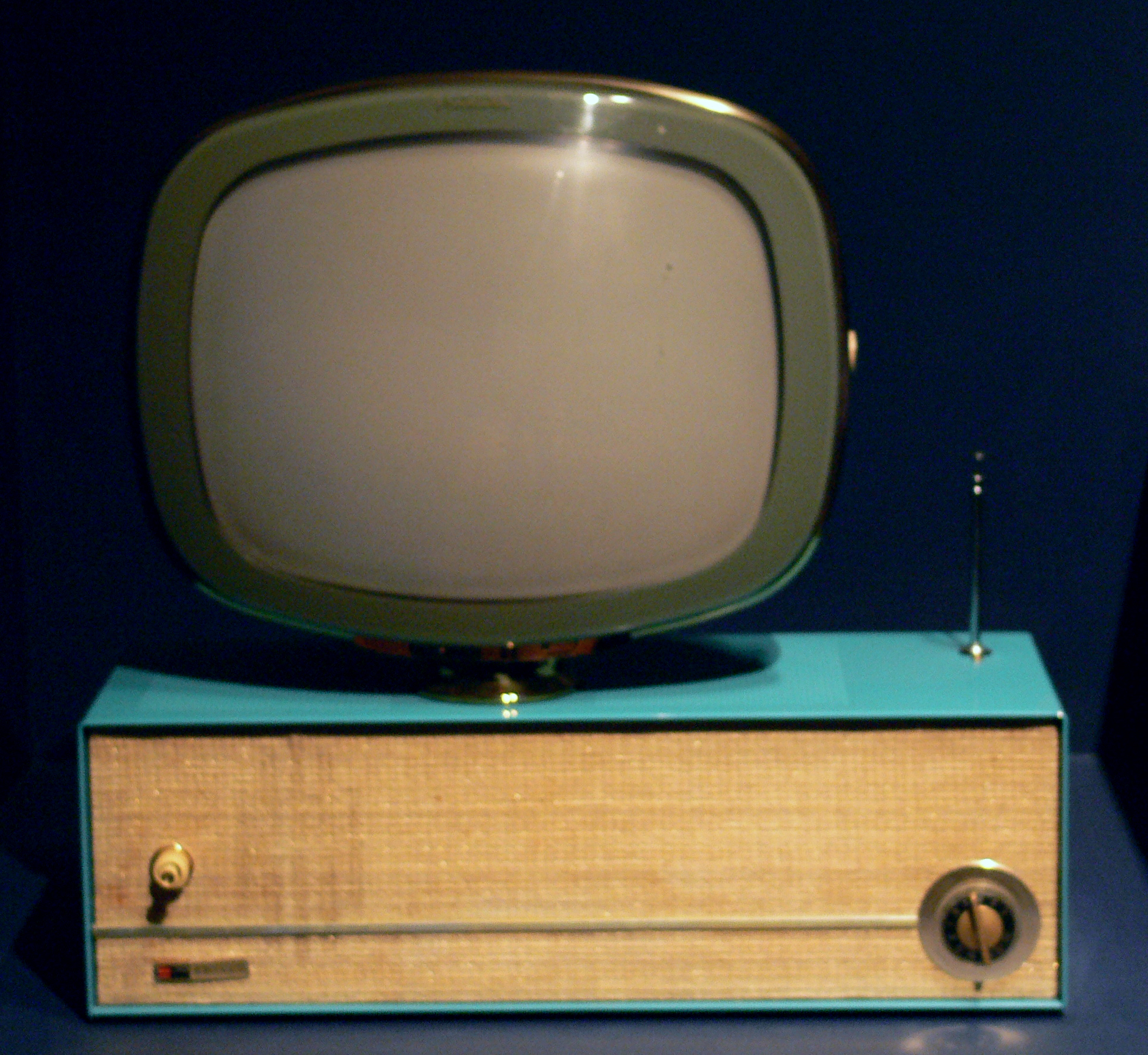
Telewizor marki Predicta, 1958–1959

### Sztuka współczesna

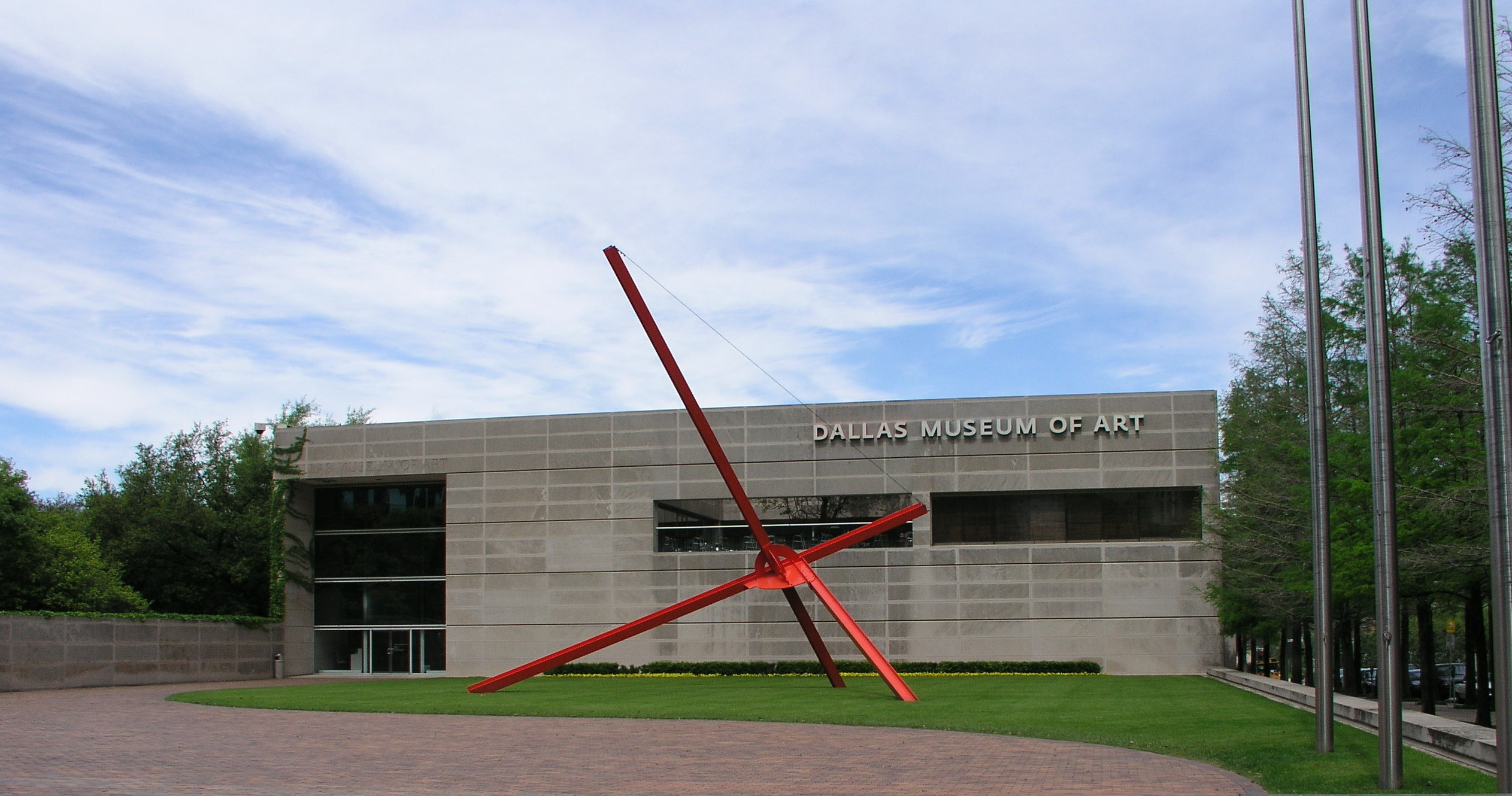
Mark di Suvero, Ave, ogród rzeźby przy Dallas Museum of Art

Początek zbiorów sztuki współczesnej (Contemporary Art) w Dallas Museum of Art związany jest z zakupem Katedry Jacksona Pollocka w 1950 roku. Po połączeniu Dallas Museum of Fine Arts z Dallas Museum for Contemporary Art w 1963 roku kolekcja muzealna wzbogaciła się o kilkanaście prac ekspresjonizmu abstrakcyjnego, autorstwa między innymi Franza Kline i Marka Rothko. Wszystkie te dzieła znalazły się w zbiorach dzięki staraniom Meadows Foundation. Kolejne wzbogacenie kolekcji miało miejsce w latach 60. i 70.; wówczas znalazły się w niej prace między innymi Jaspera Johnsa, Donalda Judda i Roberta Rauschenberga. W latach 80. i 90. nastąpił dalszy wzrost zbiorów, a to za sprawą Elizabeth Blake, Roberta Coke Camp Fund, Dorace Fichtenbaum i Foundation for the Arts. Zbiory sztuki współczesnej obejmują obrazy, rzeźby, grafikę, instalacje  i tzw. sztukę nowych mediów. Szczególnie obszernie prezentowane są prace artystów niemieckich (Gerhard Richter, Anselm Kiefer, Sigmar Polke, Thomas Struth) i włoskich (Piero Manzoni, Michelangelo Pistoletto). Instalacje i sztukę nowych mediów prezentują prace takich artystów jak: Chris Burden (Wszystkie łodzie podwodne Stanów Zjednoczonych), Bill Viola (Skrzyżowanie), Eija-Liisa Ahtila, Doug Aitken i Ragnar Kjartansson. W szybkim tempie powiększa się kolekcja prac artystów młodszego pokolenia, takich jak: Jacqueline Humphries, Merlin James i Rebecca Warren. W zbiorach znalazły się również prace artystów teksańskich, w tym Johna Pomary. W 2005 roku kilku kolekcjonerów (Marguerite i Robert Hoffman, Cindy i Howard Rachofsky, Deedie i Rusty Rose) zadeklarowało wspólne przekazanie na rzecz muzeum ich prywatnych zbiorów (łącznie 900 prac), co wydatnie wzbogaciło ten dział muzealnej kolekcji. Znaczący wkład wniosły również fundacje (DMA/amfAR Benefit Auction Fund, Contemporary Art Initiative), rodziny (Deal, Denker, Elcock, Faulconer, Hanley, Lay, Wicox, Young i inne) i liczni donatorzy prywatni.